# 十二国記
『十二国記』（じゅうにこくき）は、小野不由美の小説シリーズ。中国風異世界を舞台にしたファンタジー小説である。完結しておらず、シリーズは継続している。アニメやドラマCDなどのメディアミックス展開も行われた。

## 概要
『十二国記』は、神仙や妖魔の存在する中国風の異世界を舞台にしたファンタジー小説シリーズである。この異世界には十二の国が存在し、各国は王政国家である。麒麟が天の意思を受けて王を選び、王は不老の存在となり天の定めた決まりに従って統治を行う。このような舞台設定は、予言によって政治社会などを予測した古代中国の讖緯思想をベースにしており、人外の存在たちは『山海経』が参考にされている。地球と十二国の世界は隣り合っており、天災「蝕」によって地球人が十二国の世界に流されることもあれば（海客・山客）、十二国の世界に生まれるはずの人間が生前に流されて地球に生まれることもある（胎果）。シリーズでは、本来あるべきでない場所に生まれた胎果や故国から引き離された海客、十二国の世界の人々の冒険や苦難が描かれるが、十二国すべてが舞台となるわけでない。政治を行う王、理想や野望を抱く官吏、市井の民などの多様な立場の人々が、過酷な運命のもとで必死に生きる姿を描いた骨太の物語である。新潮社の担当編集者は「全編に貫かれているのは、生きることの難しさと如何に対峙していくかであると思います。」と述べている。
最初に執筆された『魔性の子』（1991年）はホラー小説で、舞台は現代日本だった。当初は続編の予定はなかったが小野が新潮社で『魔性の子』を書いたときに、背景となる想定世界として十二国世界が構築され、地図や年表、図表なども作っていた。講談社の編集者からファンタジーを書くことを提案された時に、このことを話したところ、書くように勧められ、結果として好評で十二国記シリーズが生まれた。シリーズ1作目の『月の影 影の海』（1992年）から、少女小説レーベルの講談社X文庫ホワイトハートでファンタジーとして発表された。表紙と挿絵は山田章博で、人物や人外の存在が美しく迫力をもって描かれている。小野は元々ファンタジーを読む方ではなく、ファンタジー作品を注文されてから 、C.S.ルイス『ナルニア国物語』やロジャー・ゼラズニイの『アンバーの九王子』を読み、自分なりのファンタジーの理想形ができていった。小野は、十二国記のような物語は、ファンタジーというより神話や歴史絵巻の様なものだと考えているという。本シリーズは少女小説としては珍しく、理想の政治を考えるというような、中国歴史小説ものに近い受け止められ方もあるようである。とはいえ、十二国間では天が定めたとされる摂理により侵略が許されないため（これを破ると王は死ぬ）、商業面以外の外交は必要なく、現実の政治とはかけ離れている。
元々小野は講談社X文庫ティーンズハートという少女小説レーベルで少女小説を書いており、読者の少女たちにファンレターで悩みを打ち明けられることがあった。小野は、しいて言えばこの読者たちが陽子の原型であり、『月の影 影の海』は読者への返信の代わりであると述べている。『月の影 影の海』は、少女向けとしてはあまりに重すぎるということで一度は没になり、紆余曲折があって出版された。無理やり異世界に連れてこられた少女が、苦難に満ちた冒険の末に自分の居場所を見出すというこの物語は、「自己を探求し、真に帰属すべき場所を見出す」というファンタジーにおける大きなテーマが描かれており、重すぎる、難しすぎるのではという出版社の一部の懸念に反して読者の少女たちの反応は好評だった。人気により同一世界を舞台とする作品が増え、徐々に綿密な世界観が明らかにされていき、シリーズになった。主役は各話によって異なっており、日本の女子高生であったが十二国の世界に連れもどされ慶国の王となった陽子、陽子と同時代の日本に生まれたが戴国の麒麟であった泰麒（蒿里）、戦国時代の武家の跡取りであったが雁国の王となった尚隆、室町時代の貧民の子どもで延国の麒麟であった延麒（六太）など、胎果のキャラクターを中心にストーリーは展開する。シリーズの刊行は時系列ではなく、『ナルニア国物語』のように時代が前後しながら、様々な場所を舞台に物語が進んでいく。おもしろい物語と魅力的なキャラクターを持つこのシリーズは、普段ティーンズ向け作品を読まない層までファンを拡大させていった。1996年には週刊誌の書評コーナーで評論家の北上次郎が『図南の翼』を絶賛し、2000年には雑誌『幻想文学』で評論家の石堂藍が紹介するなど、注目を集めた。
2021年9月時点でシリーズ累計発行部数は1280万部を突破している。『ダヴィンチ BOOK OF THE YEAR 2020』小説ランキング50では1位を獲得している。また、2002年にNHKでテレビアニメ化されている。
2001年7月以降シリーズ新作は久しく発表されていなかったが、『yom yom vol.6』（2008年2月27日発売）にて、約6年半ぶりとなる新作短編、十二国記シリーズ番外編「丕緒（ひしょ）の鳥」が掲載され、同誌vol.12（2009年9月27日発売）にて、柳国を舞台とした短編「落照の獄」が掲載された。

### 出版社・レーベル
当初講談社X文庫ホワイトハートから発刊されたが、読者層が成人層へ拡大し、2000年から一般向けの講談社文庫からイラストなしで刊行された。少女小説が一般の文庫に引き入れられた例はそれまでになく、少女小説の世界で同シリーズは非常に破格の作品であった。
シリーズ誕生のきっかけとなった講談社の担当編集者が新潮社に転職して文庫編集部に配属されて、そのまま作者の担当者になり、2012年4月にシリーズが講談社から新潮社に移籍し、一般向けの新潮文庫から完全版が刊行される運びとなった。同年7月以降、既刊の新装版、新作を含む短編集、新作長編が順次刊行された。これまで別作品という形だった『魔性の子』が、Episode-0巻としてシリーズの中に統合された。完全版の表紙・挿絵はホワイトハート版と同じ山田章博。詳細は#シリーズ全体の構成を参照。

## シリーズ名
このシリーズは現在では公式に「十二国記」と呼ばれて表紙・カバーなどにも明記されている。しかし当初はこのような表記はされておらず正式な名称は無かった。「十二国記」というシリーズ名が付されるのは1994年9月に出版された『風の万里 黎明の空（下）』以降のことである。1994年6月の『東の海神 西の滄海』の著者による後書きには、シリーズ名はないが、読者はおおむね「十二国」と呼んでおり、自分も呼びやすいのでそう呼んでいるとある。「ダ・ヴィンチ」2003年7月号の著者インタビューによると、シリーズ名が付けられたのは編集部からの要望によるものである。

## シリーズ全体の構成
新潮文庫刊行の『魔性の子』以外は、全て講談社X文庫ホワイトハートおよび講談社文庫。ホワイトハート版のイラストは山田章博が担当。講談社文庫版の装丁は菊地信義（イラストなし）。元々『図南の翼』まではホワイトハート版のみで刊行されていたが、後に講談社文庫からも刊行されるようになった。『黄昏の岸 曉の天』以降は講談社文庫版が先に、続いてホワイトハート版が刊行されるようになった。
2012年7月より新潮文庫から刊行されている新装版は、表紙および本文イラストは全て山田による書き下ろし。言い回しや文字遣いなどに部分的に訂正が入ったのみで、内容に大きく影響する改訂は加えられていない。

### 本編・番外編
本シリーズは、同一の世界設定の中で作品ごとに別の国・別の時代・別の主人公を持ち、執筆順と作品内での時間軸が前後する形でストーリーが展開されている。ホワイトハート版の後書きで、『月の影 影の海』が、「『魔性の子』の続編であり、本編である」と説明があり、同一の世界設定でホラーとファンタジーという別のジャンルの小説として書かれていた。当初は事情がそれ以上明らかにされず、読者は『魔性の子』は、十二国記シリーズの外伝ではないかなど、様々に想像していた。
戦国時代の日本と雁国が舞台の『東の海神 西の滄海』は、「今回は番外編という気分で書き始めた」と述べられている。『東の海神 西の滄海』の後日譚を描いた『漂舶』（ドラマCDの付録）は、表紙に「十二国記外伝」と表記されている。恭国が舞台で主要キャラクターに胎果・海客がいない『図南の翼』は「番外編」とされており、人気作であるがアニメ化されなかった。

### 文庫の初出版年順の作品一覧
| 1991 | 魔性の子          |
| 1992 | 月の影 影の海     |
| 1993 | 風の海 迷宮の岸   |
| 1994 | 東の海神 西の滄海 |
| 1994 | 風の万里 黎明の空 |
| 1995 |                   |
| 1996 | 図南の翼          |
| 1997 |                   |
| 1998 |                   |
| 1999 |                   |
| 2000 |                   |
| 2001 | 黄昏の岸 曉の天   |
| 2001 | 華胥の幽夢        |
| 2002 |                   |
| 2003 |                   |
| 2004 |                   |
| 2005 |                   |
| 2006 |                   |
| 2007 |                   |
| 2008 |                   |
| 2009 |                   |
| 2010 |                   |
| 2011 |                   |
| 2012 |                   |
| 2013 | 丕緒の鳥          |
| 2014 |                   |
| 2015 |                   |
| 2016 |                   |
| 2017 |                   |
| 2018 |                   |
| 2019 | 白銀の墟 玄の月   |

文庫未収録作品は、発表年によった。
- 『魔性の子』（日本を舞台にしたホラー小説。新潮文庫）1991年
- 『月の影 影の海』（登場国：巧、雁、慶）1992年
- 『風の海 迷宮の岸』（麒麟の物語。登場国：黄海、戴）1993年
- 『東の海神 西の滄海』（登場国：雁）1994年
- 『風の万里 黎明の空』（登場国：慶、恭、芳、才）1994年
- 『図南の翼』（登場国：黄海、恭、奏）1996年
- 『漂舶』（『ドラマCD 東の海神 西の滄海』付録）（登場国：雁）1997年
  - 2022年8月25日『「十二国記」30周年記念ガイドブック』（新潮社）の巻末に「漂舶 十二国記外伝」をとして特別収録。
- 『黄昏の岸 曉の天（そら）』（登場国：黄海、慶、雁、戴、範、漣）2001年
- 『華胥の幽夢』（かしょのゆめ、短編集）2001年
  - 「華胥」（登場国：才） （『メフィスト』2001年5月増刊号の掲載作品を改稿したもの）
  - 「冬栄」（登場国：戴、漣）（『IN★POCKET』2001年4月号の掲載作品を改稿したもの）
  - 「書簡」（登場国：慶、雁）（同人誌「中庭同盟」の掲載作品を改稿したもの）
  - 「帰山」（登場国：柳、奏）（同人誌「麒麟都市」の掲載作品を改稿したもの）
  - 「乗月」（登場国：芳、恭、慶）（同人誌「中庭同盟」の掲載作品「函丈」を改稿したもの）
    - なお、同人誌掲載作品については、短編集の後書きには同人誌に掲載されたことを記さず、「未定稿をもとにした書き下ろし」であるとされている。
- 『丕緒の鳥』（ひしょのとり、短編集）2013年
  - 「丕緒の鳥」（登場国：慶）（『yom yom vol.6』 2008年2月27日発売、新潮社）
  - 「落照の獄」（らくしょうのごく、登場国：柳）（『yom yom vol.12』 2009年9月27日発売、新潮社）
  - 「青条の蘭」（せいじょうのらん、登場国：雁）（書き下ろし）
  - 「風信」（登場国：慶）（書き下ろし）
- 『白銀の墟 玄の月』（しろがねのおか くろのつき、登場国：戴）2019年10月12日一・二巻発売、11月9日三・四巻発売

## あらすじ

### 「月の影 影の海」
日本で生まれ育った普通の女子高生・中嶋陽子は寝る度に恐ろしい気配に追われ、日を追う毎にその距離が縮まっていくという異様で怖い夢を見ていた。そんな陽子の前に、突如「ケイキ」と名乗る異装の男が現れる。ケイキは陽子を主と呼んで跪き、一方的に謎の盟約を迫る。突然の出来事に戸惑う陽子を異形の獣が襲撃、それを辛くも退けたケイキは、強引に陽子を月の影の向こうにある地図にない世界へと連れ去った。陽子はケイキから「決して剣と鞘を離さないように」と碧の玉が付いた鞘に収まった剣を渡され、「剣を振るえない」という陽子に自らのしもべの賓満・冗祐を憑依させ、陽子の意に反して陽子に襲い掛かる獣を体が勝手に動いて撃退するようにして、他のしもべに陽子を託して彼女を異世界に送り出した。
異形の獣の襲撃は月の影に入った後も続き、「敵の攻撃から目をつぶってはいけない」（賓満は憑依した者の目を借りて動くため）という警告を無視して目をつぶってしまったことがきっかけで陽子は、ケイキとそのしもべ達とはぐれ見知らぬ場所（巧州国、略称：巧国）にたどり着く。巧国では自分と同じように日本や中国からこの世界に流された人を徹底的に差別しており多くの場合は処刑されるため、陽子も役人に役所に護送される事になったが、その道中でまた異形の獣に襲われ、陽子は車の下敷きになった鞘から玉だけを切り外してその場を逃走する。全く事情が判らないまま縋る気持ちで現地の人間に助けを求めるも、“海客”として酷い仕打ちを受けたり、利用されそうになったりしたため、夢で見る元いた世界の幻で自分の周りにいた人達が自分の事を悪く言ったこと（実は剣が本当の事を見せていた）や青猿（その正体は陽子が無くした鞘に封じられていた妖魔。剣と鞘が離れたため封印が解けた）の讒言もあって陽子は徐々に人間不信に陥る。
人目を避けつつ、なおも襲撃を続ける異形の獣（妖魔）と戦い続ける陽子は満身創痍となり、行き倒れたところを半獣の楽俊に救われる。楽俊は陽子を介抱し、さらには海客に対する保護体制が整っている雁国（雁州国）への道案内を買って出る。道中に妖魔と遭遇しそれを退ける陽子であったが、衛士（警備兵）に見つかるという恐怖から、倒れている楽俊を見捨ててしまう。後にそれを後悔する陽子であったが、同時に「口封じに楽俊を殺す」という選択肢を選ばなかった自分に安堵する。そして、「口封じにあのネズミを殺せばよかったのに」と言った青猿を殺すと、無くした鞘が現れた。楽俊との再会はかなわず、陽子は一人で雁国を目指す旅を続けるのであった。
雁国へたどり着いた陽子を待っていたのは楽俊であった。楽俊は先に雁国に渡り、港で働きながら情報を集め、陽子を待っていたのだという。再び二人旅となった陽子たちは、雁国で暮らす海客「壁落人」を訪ね、そこで陽子が胎果（元々十二国の人間であるが、生まれる前の木に実っている時に現実世界に流され、あちらの人間の腹から生まれた人）であることを知る。その後、陽子と楽俊の何気ない会話で陽子がケイキとそのしもべのやり取りを思い出し、「台輔」（宰輔の敬称）という単語がきっかけでケイキとは慶東国（略称：慶国）の麒麟の「景麒」であり、景麒が「主」と呼ぶならば陽子は巧と雁に挟まれた国である慶国の王「景王」であると告げられる。陽子が神である王だと分かり距離を置こうとする楽俊に、陽子は反発し、実際の互いの距離しか離れていないのだと告げ、楽俊はそれを受けて今まで通りの接し方をしようとする。
楽俊は延台輔宛てに、慶王保護の書状を送り、それを受けた延王は陽子らを妖魔の襲撃から助けた。延王は陽子に、麒麟と契約した時点で人としては死に、神となっていること、日本に戻れば民を見捨てることになるので、天意に反するため短期間で死に、大勢の民が犠牲になることを教え、日本に戻るのか、景王になるのかの選択を迫る。景麒が陽子を守るために付けた使令（景麒のしもべである妖魔）の冗祐は、王の器ではないと迷う陽子に「玉座を望みなさい。あなたにならできるでしょう」と告げる。陽子は迷いの果てに、慶国の王になること、延王の助力を受けて偽王・舒栄を討つことを決意する。

### 「風の海 迷宮の岸」
蓬山の捨身木に戴極国の麒麟の卵果が実り、母親代わりとなる女怪が生まれ、蓬山は麒麟の誕生を待っていた。しかし、突如襲来した蝕に巻き込まれ、麒麟の卵果は流され行方不明になってしまった。
それから10年後、泰麒は蓬莱で発見され、無事に連れ戻される。普通の人間として育った泰麒は、身の回りの世話をする女仙から「麒麟は人ではなく獣であり、獣の姿に転変する」「麒麟は天啓を受けて自らの主である王を選定する」と知らされるが、何の力も振るうことができず、麒麟としての自覚も持てなかった。女仙の長・碧霞玄君は景麒を招き、麒麟の何たるかを泰麒へ教えさせるが、泰麒は生まれたときから人間の姿で今も転変できない自分は「麒麟の出来そこない」ではないかと思い悩む。泰麒を泣かせたことで女仙から責められた景麒は、その後泰麒に麒麟の能力や役割を伝授し、妖魔の折伏を実践してみせるが、結局泰麒には折伏することができなかった。しかも自然に出来るようになる転変の仕方については、教えることもできなかった。
慕っていた景麒が慶国に戻り、泰麒は麒麟としての自覚を持てないままであったが、戴国に麒麟旗が掲げられ、王になることを望む者（昇山者）たちが泰麒に会うために続々と蓬山に集って来る。王を選ぶ天啓がどんなものか判らないまま、昇山者と対面する泰麒は、騎獣をきっかけとして承州師将軍の李斎と知り合う。また、昇山者同士の喧嘩で出会った禁軍左軍将軍の驍宗には、恐怖に似たものを感じる。泰麒はその後も度々李斎の下を訪れ、驍宗とも会話を交わすようになり、彼らが蓬山を去る間際には一緒に騎獣狩りに行くほどの仲になる。女仙の反対を押し切って同行した狩りの最中、李斎が見つけた洞窟に入った3人は、内部に潜んでいた伝説級の妖魔・饕餮に襲われ、泰麒はひとりで対峙することになる。傷ついた驍宗と李斎を守るという強い思いから、泰麒は初めて折伏に成功し、饕餮を使令に下すという前例のないことをやってのける。
驍宗が蓬山を去る日が訪れる。驍宗から王になれなかったら禁軍を辞め黄海に入ると聞き、女仙からは蓬山に昇山できるのは一生に一度だけと聞き、二度と驍宗に会えないと思った泰麒は、離れたくないと思う感情が抑えきれずに走り出し、いつの間にか初めて麒麟の姿に転じていた。驍宗を王に選び誓約した泰麒だったが、「天啓が無いのに偽者の王を選んでしまった」と思い悩み後悔し続ける。女仙たちから驍宗が王として扱われることに過ちを感じ、天勅を受ける儀式で罰を受けると思っていたが何事も無く余計に不安になり、戴国へ下って王と宰輔の座に就くと国そのものが偽りでできているように思えた。泰麒の様子を伺いに載国の王宮を訪ねた景麒と再会し、不安げな様子を指摘された泰麒は、「偽者の王を選んでしまった」事を打ち明ける。
泰王即位の慶賀のため、驍宗と誼のある延王が戴国へやってくる。延王と面会した泰麒は、延麒と景麒もいる前で、延王に対し叩頭礼をするよう驍宗から命じられる。言われるまま叩頭しようとするが、地に手をついたところでそれ以上体が動かず、強引に押し付けられてすら叩頭することはできなかった。「麒麟は自らの主以外に叩頭できない」という事を身を以って知った泰麒は、自分が驍宗に感じた畏怖が王を示す天啓であったことを理解する。

### 「東の海神 西の滄海」
延王・尚隆、延麒・六太は共に胎果であり、蓬莱（日本）で生まれ育った。六太は戦乱の中で親に捨てられた経緯から国を統治する者の存在を嫌い、蓬山に帰還した後も王を選べず、蓬莱へと戻ってしまう。その蓬莱で出会ったのが、滅亡に瀕した小松水軍を率いる小松三郎尚隆であった。会った瞬間に王気を感じた六太であったが、前述の理由により誓約を交わすことはなかった。しかし、尚隆の命を懸けて民を守ろうとする姿勢に自らの理想を重ね、絶体絶命の尚隆を助け、延王として十二国へと連れ帰った。
それから20年後、雁国は荒れた荒野から緑の大地へと復興を遂げていた。しかし、元州では治水の権限を王が奪ったままなのに梟王時代に破壊された漉水の堤が復旧されない事に州城の苛立ちが募り、謀反の動きがあるという情報があった。そしてある日、六太の古い親友である“駁更夜”と名乗る少年が玄英宮を訪れることから事態は進展する。妖魔の口の中に入れた赤子を人質に、六太をおどした更夜は六太を元州城へと連れ去り、元州の令尹・斡由は六太に「漉水の堤」を名目として、天網で禁じられている「上帝位の新設」を奏上した。権力者の存在に否定的な六太はこれを拒否し、牧伯（国から地方に派遣される監督官）の驪媚と共に額に赤索条（一つが切れると他の綱が絞まる呪）を結ばれて神仙の力を封じられ、首に赤索条を巻かれた赤子と共に3人で元州城の内宮の赤索条が張り巡らされた牢に監禁されてしまう。
尚隆のもとへも同様の要求が伝えられたが彼がこれを拒否すると、成笙を元州に派遣し、道中で民を募って漉水の頑朴（元州の州都）の対岸に堤を築くよう指示する。そして尚隆本人は正体を隠して元州に行った際に元州師から勧誘を受けた事を利用して元州師に潜り込んだ。国府には宰輔の危機を聞き徴兵を希望する民衆が国内各地から押し寄せ、支援を申し出る郡や郷が沢山現れた上に、尚隆の計略もあって斡由があてにしていた諸侯諸官が宰輔誘拐という強攻策に反発して寝返るなど、事態は斡由に不利に動いていく。更に雨季が始まり、尚隆の計略により雨の中で対岸にのみ堤を築かれる（堤が無いこちら側が水攻め状態に陥る）事に危機を覚えた斡由は州師に対岸の堤を切るよう指示、州師と民の戦いとなり王師が民を守るという、「民のために堤を」を掲げる斡由にとっては皮肉な構図になってしまう。
一方、元州城の内宮では「誰が上に立っても同じ」と言う六太に対し驪媚が「宰輔が選んだ王以外のものが国権を握ってはならない」と返す問答がされていた。驪媚は天帝の罰が及ばない仙が国権を握る事の恐ろしさを六太に説くが、彼には権力者の存在自体を肯定することができなかった。ある日、いつものように押し問答をしていた二人だったが、驪媚が六太を王師まで逃がそうと彼の赤索条を切ってしまう。赤索条が切れた事を知って駆けつけた更夜は驪媚と赤子の血を被って呆然としていた六太を見つける。更夜は再び六太の額に赤索条を締める際に今度は角を外して締めた。その後、六太は血に酔って具合が悪い身体で元州城から脱出しようとするも地下迷宮に迷い込んでしまう。六太はそこで牢に閉じ込められた先の元州侯・元魁と遭遇し、斡由の過去や人となりと、斡由の目的が誉められる事であることを知り、斡由は民のためにならないと確信する。その後、元州城に潜入していた尚隆に見つけられ負ぶわれて迷宮を抜け出せた六太は斡由と対峙し自分の考えを伝えるが、斡由は非を家臣の白沢や更夜へなすりつけようとする。しかし、大僕（王や州侯の私的な護衛）としてその場に紛れ込んでいた尚隆によって全てを断罪され、怒りから、斡由は無防備になった尚隆に斬りかかるが、最期は六太の使令によって瀕死の重傷を負い、尚隆に介錯され絶命する。

### 「風の万里 黎明の空」
陽子が景王となって1年。朝廷は冢宰の靖共ら長年の官吏に牛耳られ、反靖共派の官吏も陽子の味方ではなく、陽子は玉座にありながら官吏の顔色をうかがう自らの姿に苦悩を感じていた。特に皆がいつも自分に対して平伏する事については、自分が通りかかる度に相手の仕事の手が止まる不合理さに悩み、相手の顔が見えない事に不信と恐怖を感じていた。そんな中、太師に謀反の疑いが掛かり、陽子は靖共の言うがまま、黒幕として名が挙がった麦州侯・浩瀚らを処罰する。だがそれに加えて、監督責任を怠ったとして靖共を太宰に降格することで、靖共派・反靖共派から共に権力を削ぐ。そして政治の実権を握らせるべきではないとされる景麒に、「自分よりこの国のことが分かっているから」と次の冢宰が決まるまでの間として実権を握らせる。
陽子はこの世界の理も国情も知らない自分に憤りを感じ、自ら市井に降りることを決意する。景麒の勧めにより固継という村の里家に逗留し、遠甫という老人の教授や蘭玉・桂桂の姉弟との触れ合いの中で、陽子は蓬莱とは常識から異なるこの地の風習を学んでいく。和州で暴政が行われているという噂を聞き、実情を確かめに和州を訪れた陽子は、重税が課され疲弊し、にも拘らず声を上げることもできない民の姿を目の当たりにする。固継に戻ると、不在の間に里家が何者かに襲われ、蘭玉が殺害され桂桂も重傷を負い、遠甫は拉致されていた。遠甫の足跡を追ううち、和州止水郷の郷長・昇紘を討とうとしている侠客の虎嘯らと出会い、これが和州の乱へと繋がっていく。
大木鈴は陽子の100年ほど前に蓬莱から流されてきた海客である。長く才国の飛仙・梨耀から執拗な虐めを受け続けていたが、決死の覚悟で采王に申し立て自由の身となった。女性・海客でありながら王となった景王に興味を持ち、慶国を目指す道中で出会った清秀という少年から、鈴は自分を憐れむばかりで周囲を見ていなかったと指摘される。妖魔から受けた怪我が元で衰弱していく清秀を支えて慶国にたどり着くが、清秀は和州止水郷で郷長・昇紘の馬車に轢殺されてしまう。激高した鈴は、昇紘を庇う者の最上位にある景王を暗殺しようと、才国の遣いを装い王宮に入るが、景王不在の為その機会さえなく王宮を去る。虎嘯らと出会い宥められた鈴は、打倒昇紘の郎党に加わる。
祥瓊は先の峯王の公主であったが、謀反によりその地位を失い、素性を伏せて里家に預けられていた。里家での貧しい暮らしや、預け替えられた恭国での屈辱的な仕打ちが耐えられず、自分と同じ年頃で王になった景王の噂を聞いて出奔する。景王を妬み、逆恨みし、簒奪してやろうと慶国を目指していたが、道中で楽俊と出会ったことで公主としての務めを果たしていなかった自分に思い至り、景王の為人を聞いて改めて興味を持つ。辿り着いた慶国和州の州都・明郭で芳国のような残虐な刑罰が行われているのに行き会い、思わず投石して追われる身になった祥瓊は、和州侯・呀峰に叛旗を翻そうとしていた侠客の桓魋に助けられ、和州の乱に身を投じる。
陽子・虎嘯・鈴らは打倒昇紘を掲げ郷城へと乗り込む。郷城の制圧と昇紘の捕縛には成功するが、捕らわれていた筈の遠甫は明郭に移されており、しかも呀峰は昇紘諸共に反民を屠るため州師を派遣してくる。州師相手では圧倒的に勢力の劣る虎嘯らであったが、桓魋・祥瓊らの加勢により戦況は一転し、桓魋の仲間による明郭の乱が成功するまで州師を引き付けることになる。しかし、続いて派遣されたのは王直属の禁軍であった。呀峰もまた靖共に庇われていたのである。陽子は鈴と祥瓊の話を聞き、王としての責任を確信すると共に、王として行動する決意を固める。禁軍を目の当たりにして動揺する人々に対し、鈴と祥瓊は自分の素性を明かして、景王を信じるよう説得する。陽子は景麒の背に跨って禁軍の前に姿を現し、反乱が王の意思である事を知らしめ、将軍に遠甫の救助と呀峰・靖共の逮捕を命じる。
王宮に戻った陽子は、遠甫を三公の筆頭・太師に、桓魋を禁軍左将軍に、桓魋の主だった元麦州侯・浩瀚を冢宰に任じ、靖共派だろうが反靖共派だろうが関係なく個人だけをみる、と大規模な人事改革を宣言。そして初勅として平時の伏礼を廃し、民のすべてに己という領土を治める王になって欲しいと告げる。

### 「図南の翼」
恭国には王がおらず、国は荒れていた。騎獣を狩る朱氏の頑丘は、金剛山の麓にある恭国乾の町の宿屋で一人の少女と出会う。少女の名は珠晶、恭国首都連檣の大商家の娘でわずか12歳、家から騎獣と金を持ち出して家出していたのである。無謀なまでの威勢のよさを見せる珠晶は、麒麟に会って王になるために、麒麟のいる蓬山へ昇山すると言い、そのための道案内として黄海に慣れた頑丘を雇うと提案する。
蓬山を囲む荒れ地・黄海への扉が開く日を迎え、珠晶と頑丘は黄海に入る。珠晶が旅の途中で一度出会った青年・利広とも再会し、他の昇山者と共に蓬山を目指すことになる。旅が進むにつれ、頑丘や近迫ら黄海に慣れた者たちは、この旅が都合よすぎると気づいていた。妖魔の襲撃が少なく、かつ安全に進むために効率がよく、その被害自体も少なかったからである。彼らはこの一行の中に「鵬（王となる人物）」がいると噂するようになっていた。
蓬山への道中に強大な妖魔が住み着いていることが分かり、頑丘らは森の中を迂回することを提案するが、室季和を筆頭に一部の昇山者はそのまま進むことを選ぶ。他の昇山者を見捨てるような頑丘の行動に、珠晶は怒り喧嘩別れし、季和と行動を共にすることにするが、妖魔の襲撃に恐れをなした季和や騎乗の者達は、徒歩の随従や荷物を捨て去り、一目散に逃げてしまう。季和の馬車に同乗していた珠晶は、逃げることはせず、残された随従と合流する道を選んだ。
頑丘・近迫・利広らは、命からがら逃げてきた季和らから事情を聞き、追ってくるであろう妖魔から逃れる蓬山への旅を急ぐことと、危険を冒して珠晶や残された人々を救うことの苦しい二者択一を迫られる。結局、利広が頑丘を雇って二人で珠晶の救出に向かい、残りの昇山者は妖魔から逃れるために先を急ぐことになった。一方、珠晶は取り残された人々と合流を果たし、自らを囮に協力して妖魔を倒すことを試み、成功するが、珠晶は妖魔の最期の抵抗に巻き込まれ行方不明になってしまう。その直後に頑丘らが到着、珠晶に救われた人々は彼女を慕い、必死で捜索するのであった。
一人はぐれた珠晶は何とか自力で元の場所に戻ろうとするも、迷ってしまい、挙句に妖魔と遭遇して窮地に陥る。だが珠晶を探すために留まった頑丘と利広に発見され、間一髪で救われる。しかしその際に頑丘は重傷を負い、血の匂いに妖魔が集ってくることが予想されるため、利広と珠晶に先に行くよう指示する。珠晶は頑なに拒否し、利広のみが救援を求めるためその場を離れた。乗騎の駮を犠牲にして逃げようとした頑丘・珠晶は偶然、神仙の犬狼真君に駮共々救われる。
犬狼真君と別れたところで利広と再会し、さらにそれを追うようにして30余騎の集団が突如として現れる。その中には、女仙達に混じって妖魔に跨り金の髪を靡かせる男の姿があった。麒麟が王気をたどり、王となる珠晶のもとにやって来たのであった。

### 「黄昏の岸 暁の天」
泰王・驍宗が登極して半年が経過した。先王の時代から驍宗は優秀な部下を有しており、国府の中央は信の厚い人物で固められていた。その中、文州で叛乱が勃発し、驍宗ゆかりの町・轍囲が包囲されたため、王自らが出兵することになった。驍宗の身を心配する泰麒は、ただ2つしか持たない使令を驍宗のもとに差し向けるが、文州の乱は単なる暴動ではなく、大逆の一環だったのである。驍宗は突如として行方知れずになった。泰麒は襲われて意図せず力を使い、蓬莱（日本）へ渡ってしまった（泰麒は日本で十二国の記憶を失い、ただの人間の少年・高里要として生家に戻り暮らすようになる。この物語が『魔性の子』である）。
それから6年の月日が流れた。謀反の首謀者と思われる将軍・阿選が権力を握り、驍宗の臣下は次々と排除され、女将軍・李斎も罪人として逐われていた。追い詰められた李斎は最後の手段として、泰麒と同じ胎果で登極したばかりの景王を唆し助けを得ようと、慶国への脱出を決意する。
和州の乱から1年、慶国は新王のもとで安定を取り戻しつつあった。そんなある午後、王宮の門前に瀕死の李斎が現れ、景王に奏上したいことがあると申し出る。拒絶しようとする閽人（門番）の対応に業を煮やした李斎は強行突破を試み、たまたま出会った陽子の側近・虎嘯に助けられ、景王に泰国の救済を願うことを伝えて意識を失う。李斎は載から脱出する際に妖魔に襲われ、武将の命である右腕を失っていた。
李斎は昏睡状態から回復すると、面会に来た陽子に改めて助けを懇願する。陽子は心動かされ、雁国の王と麒麟に協力を仰ぐが、延王はその国の王の依頼がなければ軍が他国に入ることはできないという「覿面の罪」（破ると王は死ぬ）を告げ、決してこの罪を犯さないよう忠告する。陽子は李斎に、泰の民が自ら阿選を討つことはできないかと聞くが、李斎は気候の厳しい泰の民はすでに生きるだけで精いっぱいであること、阿選を討つために人を集めてもどういう訳か多数の脱落者が出てしまうこと、また仙である阿選は寿命もなく、王も麒麟も生きているが行方が分からないという状況では仙の資格を取り上げる方法もなく、悪逆を止める摂理の一切が働かないことを告げる。陽子はできる限りのことはすると確約し、李斎もそれで充分だと答え、罪深いことを考えて慶に来たことを謝罪する。
陽子、景麒、諸官と延王・延麒が討議し、天が許す範囲でできることは泰麒の捜索だとの判断に至ったが、それが可能なのは麒麟だけだった。陽子の発案で、各国の麒麟に協力を呼びかけることになるが、前例のないことだけに女仙の長・碧霞玄君に相談するため、陽子と延麒は蓬山を訪れる。碧霞玄君は麒麟たちが泰麒を探すことは天網に反しないと告げるが、陽子は天網とそれに違反した場合の罰が非常に教条的であることと、天という組織が実在することに驚き、単に不思議な世界と思っていた十二国世界に違和感を覚える。
氾王・呉藍滌は捜索に協力するため慶を訪れ、彼が驍宗に贈った玉帯が戴から範に出荷された玉に混ざっていたと告げ、李斎に驍宗の行方の手掛かりを与える。慶・雁・範を含め7国の麒麟で泰麒の捜索が始まる。麒麟たちが現実世界の地球を知らないこと、蓬莱国だけを取っても範囲が広いこと、泰麒の気配があまりにも弱く使令の禍々しい気配に隠されることから捜索は難航したが、ついに泰麒が見つかる。泰麒は反乱で襲われた際に角を失っており、十二国で暮らした記憶を失くしひどく穢れ弱って、麒麟というよりただの人という状態だった。人は虚海を渡ることができないため、陽子たちは王が蓬莱に渡って泰麒を仙に召し上げるという手段を考え、再び碧霞玄君の判断を請うことにするが、李斎は天が実在することに衝撃を受け、無理を言って同行する。
かつて自分が昇山した時と比べ、雲海の上の旅があまりに楽なことに驚いた李斎は、王を選ぶためになぜ命をかけて雲海の下・黄海を旅しなければならないのか、麒麟が選ぶ前から天によって王が決まっているのなら、黄海での苦労は、死んだ人々は何だったのかと嘆く。陽子はこの世界は神が治める国なのかもしれないと思い、存在するものは必ず過ちを犯すのだから、人は自らを救うしかないと苦い思いで告げる。碧霞玄君は泰麒を助けず死ぬのを待てというのが上の意向であると告げるが、李斎は必死で食い下がり、天網の条文の隙を付いた、「泰麒を雁の戸籍に入れ、三公（高位の官吏）を一時的に罷免し泰麒をこれに任命することで仙にする」という手段を授かる。
作戦は決行され、延王が虚海を渡り泰麒を無事に連れ戻すことに成功した。しかし泰麒の身体は、他の麒麟が近寄ることもできないほど穢れていた。普通の人として暮らしていた泰麒は本来麒麟には食べられない肉類を食べていたこと、また汕子と傲濫が泰麒を守ろうとするあまり周囲で殺戮を繰り返したことが原因だった。泰麒の穢れは碧霞玄君の手に負えず、女神・西王母に助けを請うことになった。戴には希望が必要だという李斎の嘆願もあり、泰麒とその使令は清められることとなったが、西王母はそれ以上の助力はしなかった。角が折れた泰麒は麒麟としての能力がなく、使令も清めのために引き離されたことで、幼い頃より更に無力な状態であった。
泰麒は慶の王宮で休み、しばらくして眼を覚ます。陽子が泰麒を見舞っていた時に、慶の内宰と閽人が乱入し、陽子を弑逆しようとする。陽子が彼らを遠ざけ少数の者だけで周囲を固めていた上、他国の者に肩入れし王や麒麟を頻繁に出入りさせていたため、それに激昂しての犯行だった。延麒と景麒が駆け付けことなきを得たが、自分たちの存在が少なからず慶国の負担になっていると悟った泰麒は、戴を救うのは戴の民しかいないと李斎に告げ、共に戴国へ戻ることを決意する。見張りに付けていた使令によって二人の決意を知った延麒は、夜明け前にこっそり出立しようとする二人に餞別の旅費と旌券を授け、延王の騎獣も貸し出す。旌券には陽子が裏書していた。陽子は二人を行かせる辛さを受け止め、まず自分からなのだと思う。

### 「華胥の幽夢」
冬栄
驍宗の登極から間もない戴国。泰麒は蓬莱からの帰還を手助けしてもらったお礼を兼ねて、使節として漣国を訪れる。半月の行程を経て漣国重嶺へ辿り着いた泰麒らは、外殿を通り抜け後宮まで招き入れられたことに戸惑うが、そこにあったのは畑、しかも農作業をしているのは廉王・鴨世卓であった。
蓬莱から帰還して日が浅く、政治のことも分からず戴国での自分の存在に悩んでいた泰麒であったが、廉王との対話を通じて「お役目」と「お仕事」の違い、そして麒麟はそこにいることで「お役目」を果たしていると教えられる。戴国へ帰還した泰麒は、驍宗から性急過ぎる自分の重しでいて欲しいと告げられる。
乗月
芳国恵州州侯の月渓は、諸侯を束ね峯王・仲韃を討った。次の峯王が立つまでの仮王として月渓を推す声は強かったが、月渓は頑なにそれを拒んでいた。月渓は朝廷の混乱が収まったことを見届けるや、恵州城に戻ると宣言し、官吏たちは嘆く。
ちょうどその時、慶国から青辛と名乗る使いが、景王からの親書を届けにやってくる。「芳国の国主である月渓」宛てであったが、月渓は国に宛てた書状を一州侯に過ぎない自分が受け取るわけにはいかないと拒む。青はさらにもう一通、月渓宛ての書状を差し出す。差出人は慶国下官、名を孫昭、先の芳国公主であった。
2通の書状は冢宰に預け、青は月渓の官邸に逗留することになる。月渓は、敬愛する峯王が民に恨まれるのを見ていられず大逆に到ったのは私怨であり民のためではなかった、この上さらに玉座まで盗むことはできないと語るが、青は民に称えられる王であって欲しいと願うのは民のためを思うことと同義である、罪を遠ざけるのが道ならば罪を悔いて正すことも道だと月渓に諌言する。
景王と公主からの書状を受け取った月渓は、民の苦しみに目を向けず父王を諫めることをしなかった己の罪を背負う覚悟を決めた公主に倣い、仮王として立つ決意を固める。
書簡
慶国の王・陽子と、雁国の学生・楽俊。かつて共に旅をした2人は、今は遠く離れ、鸞で現状を伝え合っていた。
陽子は楽俊に「官吏とも問題がなく」と伝えていたが、実際は問題が起こるほど意見もできていない状態であった。楽俊は「学生も教師も皆よくしてくれる」と伝えていたが、実際は半獣・荒民であることから苦労が絶えない生活を強いられていた。そんな背伸びは互いに理解しており、それでもなお励まし合う仲となっていた。
華胥
華胥華朶、それは才国の宝重であり、枕辺に挿して眠ることで国のあるべき姿を見せるという。
采王・砥尚はわずか8歳の采麟にこの宝重を授け、理想の世界に近づいていく様を見せることを約束する。しかし、采麟の見る国と砥尚の作ろうとする国は近づくことは1度としてなく、ついには采麟は失道してしまう。華胥華朶は普遍的な理想を見せるものではなく、所持者にとっての理想を見せるものであり、采麟の理想と砥尚の理想は大きく食い違っていた。しかも砥尚の思い描く世界は、国として到底成立するはずのないものであった。遂に砥尚は自らの罪を認め、「責難は成事にあらず」（先王の悪政を否定することで登極した自分は正しい政治を知っている訳ではなかった）との遺言を残し禅譲する。大司徒・朱夏は、自分たちが自らの過ちを認めようとせず、他者に罪を押し付けようとしていた事を悟り、それを悔いる。
帰山
柳国は現劉王による厳格な法治体制の下で、安定した治世が120年続いていた。この柳国が傾きつつあるという。
その噂に引き寄せられ、利広と風漢（尚隆）は柳国首都・芝草で30年ぶりに再会した。この2人が出会うのは、いつも傾きかけた国だった。2人は酒を酌み交わしつつ、自身の母国を含む国の盛衰について語り合い、それぞれの国へと戻っていった。

### 「丕緒の鳥」
丕緒の鳥
慶国の新王即位にともない、大射の準備を命じられた羅氏の丕緒は、蕭蘭が行方不明になって以来足が遠のいていた冬官の工房へ赴き、馴染みの羅人の青江らと共に大射に使う陶鵲をどうするか悩む。百数十年、自分には断片的な噂しか聞こえてこない雲海の上の意思に翻弄され、時には親しい者を失ったことを思い出しながら、陶鵲の意匠を思案する丕緒。農村にいる取り分け目立つ鳥ではない鵲を陶鵲に使う理由、その陶鵲を祝賀に際し射ることの意義など、長い間考えているうちに、鵲は民を意味するものではないか、と思い至った丕緒は、陶鵲の意匠に自分の思いを込めるようになっていく。蕭蘭の思いを汲み取りながら丕緒と青江は陶鵲を作り上げ、大射に臨む。大射は成功し、その夜の打ち上げの祝杯の最中、丕緒は新王に呼び出される。女王は御簾越しに丕緒の大射を「ただ美しかった」と褒め、「今度は御簾など無しに、二人で見たい」と丕緒に語った。丕緒は今回の一件で満足して官を退く気でいたが、彼女の言葉を聞いて、波を越えて矢をかわして彼女の下に飛び込む1羽の陶鵲を思い描いた。
落照の獄
柳国の秋官・瑛庚（えいこう）は、3度の前科がある上に16件・23人もの人間を無惨に殺した男・狩獺の処罰に悩んでいた。殺刑（死刑）にすべきだと言う声は遺族や市井だけに留まらず、瑛庚の妻さえも死刑を訴えていた。死刑を停止してきた劉王は近頃、政治への興味を失ってしまったかのような態度を取っており、今回の件も司法に一任すると丸投げしていた。審理に詰まった瑛庚ら司法府の3名は、直接狩獺に面会しようと牢へと赴く。
青条の蘭
先王の圧政とその後の長い空位により、国が荒れ果てていた頃、迹人の標仲と山師の包荒の故郷のある雁国の北方地域では、山毛欅（ブナ）の木が石化する奇病が蔓延しつつあった。安定した実りをもたらさず、人の食糧や木材としての用途に乏しい山毛欅だったが、硬化した木は高値で売れるため、人々は病気の危険を顧みず、これを売って利益を享受した。しかし包荒はこのままでは餌が減って獣が里を襲ったり、木が失われることで山崩れが起こるようになると警告する。そこで標仲は、包荒及び猟木師の興慶と共に、疫病の薬となる草木を探し始める。興慶のアドバイスがきっかけで薬となる草「青条」を発見し、それを殖やそうと試みるが、青条は人の手では育てるのがやっとで殖やす事は出来なかった。その時、新王が即位したという話を聞くも病気の流行が一向に収まらなかった事から標仲と包荒は王に願い出て青条の卵果を実らせてもらおうと王宮まで青条を届けようとする。しかし、荒廃した国土や官吏の横暴などの妨害により、その道のりは長く険しいものであった。
風信
慶国の女王舒覚は、国からすべての女を追い出すよう布告したが、15歳になった蓮花の街では、女たちは家に留まり続けた。ところが、あるとき軍がこの街を襲い、蓮花は両親と妹を殺されてしまう。蓮花は、生き残った女たちと共に故郷の街を後にした。雁国を目指す途中、摂養の街で王が死んだという知らせを聞いて、女たちは故郷に戻っていったが、蓮花はそこに留まることを選び、暦を作る保章氏の嘉慶の園林である槐園で下働きとして暮らすこととなった。嘉慶やその部下たちはとても浮き世離れしていたが、蓮花に優しく、蓮花もそこでの生活を楽しんでいた。ところが、あるとき偽王という噂のある新王に与する州の軍が、新王に恭順しない摂養の街を焼き討ちした。蓮花は外の凄惨な現実に何もしない嘉慶らの浮世離れして外界と交わっていないような生活を罵るが、嘉慶は自分たちは暦を作らないといけないし、それしかできることがない、と蓮花に語り返した。摂養の街が早く王に恭順したため、街は多数の被害や犠牲者が出たものの他所に比べれば比較的軽く済んだ。そして、蓮花は嘉慶の部下である候風の支僑の手伝いで燕の巣と卵の調査を行い、自分の未来を飛び立つ燕に重ね合わせた。

### 「白銀の墟 玄の月」
一巻
慶国から戴国へ戻った泰麒と李斎は、江州の墨陽山へ降り立つ。ここはかつて山麓に戴国道教の総本山と呼ぶべき道観寺院・瑞雲観があったが、阿選の登極に疑義を唱えたことで誅伐を受け壊滅し、以来周辺の里も貧苦に喘いでいた。そういった里の一つである東架を通りかかった泰麒達は、東架の民に阿選が放った残党狩りと勘違いされ、通りすがりの荒民の一家を巻き込んで襲撃される。ただ武器を持っただけの民は、将軍である李斎や武人くずれらしき荒民の男の敵ではなかったが、退けたと思った隙に泰麒が捕らわれてしまう。だが李斎の素性に気付いていた荒民の男が、泰麒に小刀を突きつける若者へ向かって叫ぶ。「やめてくれ、その方は台輔だ！」と。彼の名は項梁、かつての禁軍中軍師帥（2,500人を率いる指揮官）であった。泰麒を捕らえていた若者も、小刀を取り落として平伏する。彼の名は去思、瑞雲観の道士の生き残りであった。
東架の民は貧困の中にありながらも道士達を密かに匿い、道士達は丹薬（民間薬）を絶やさぬべく残された知識や設備を守り続けていた。王も麒麟も不在の中で戴を支えてきた人々に泰麒は感謝し、角を失くした自分には麒麟が持つはずの奇蹟の力が無い分、現実的な何かで戴に貢献しなければならないと決意を述べる。翌日には発つという泰麒と李斎に、項梁はもとより去思も同行を申し出る。神農（丹薬の行商人）の酆都が案内として加わり、驍宗を探すため5人で文州を目指すことになる。手がかりはただ一つ、李斎が氾王から授かった驍宗の帯の断片だけだった。玉鉱に混ざって範へ届いたことから、当時国外へ出荷するほどの採掘が行われていた唯一の鉱山である函養山が疑わしかった。
江州から文州へ向かう道々で泰麒は困窮する民の姿を目の当たりにし、迫り来る冬を前にして、民を救わなければならないとの思いを強くする。そして文州との境を控えた街で、突然項梁を連れて一行を離れる。天が命じるので自分は行く、時間を無駄にせず文州へ向かうようにとの伝言を去思から聞かされた李斎は、不安を覚えつつも文州南部の都市・琳宇に到着する。訪ねた道観の浮丘院は、行き場を失った荒民が押し寄せていた。都講（修行者の教師）の喜溢は、李斎達を十分に支援することはできない、抱えている荒民の安全を何よりも優先したいと詫び、李斎はそれで良いと応える。
浮丘院の負担軽減のため、李斎らは別に拠点を設けることにし、酆都が神農の伝手を辿って差配（坑夫の派遣役）の建中を連れてくる。坑夫になる者も多い荒民に顔が広いという建中は、李斎が探している「主公」は反民ではないかと問うなど用心深い様子を見せたが、坑夫向けの借家を提供してくれる。家を整えていく李斎達のところへ、喜溢が浮丘院にいる荒民の中から手伝いを装って、6年前の土匪討伐の際に驍宗を目撃していた者を連れてくる。数人から話を聞き、驍宗の傍にいた護衛と思しき「赤黒い鎧の兵士」が後に誅伐で来た阿選軍の中でも一際残虐な行いをした者であること、軍勢から離れた驍宗が赤黒い鎧の一団を引き連れて轍囲あるいは函養山へ向かう山道を通り、半日後に数を減らした赤黒い鎧の一団だけが反対方向に通ったことが判る。
一方、項梁を連れた泰麒は、首都・鴻基へとまっすぐ向かった。敵地へ飛び込もうとする泰麒を危ぶむ項梁は、「天が命じる」というのは項梁達を説得するための方便であったと聞かされ愕然とする。しかし、民を放置する阿選に代わって瑞州侯である自分が民を救わなければならない、また王も王の麾下も王宮に囚われている可能性があり安否を確認、可能なら救出しなければならないと告げられ、殺されないだけの策はあるという泰麒の言葉を信じるしかなかった。鴻基に到着した泰麒は、門衛に向かって堂々と泰麒を名乗り、「新王・阿選」への取り次ぎを求める。項梁のみならず門衛も下官も狼狽したが、取り敢えず宮城には迎え入れられ、虜囚と変わらないような扱いながら座所も与えられ、平仲という寺人（王や宰輔の補佐役）が通ってくるようになる。平仲は泰麒と面識が無く、高官に言われるまま泰麒の世話をするだけだったが、かつて典婦功（貴人の雑用係）として泰麒の傍にいた浹和という女官を連れてくると、浹和が間違いなく泰麒であることを確認する。驍宗に仕えた多くの女官が離散する中、劣悪な待遇を耐えて宮中に止まっていた浹和は、6年間の空白を埋めるように甲斐甲斐しく泰麒の世話をする。だが同時に浹和は、天官長・立昌と通じて泰麒の動向を報告していた。
二巻
宮城に入って数日後、泰麒は内殿に召し出され、項梁を連れて阿選と対面する。泰麒は阿選に、自分を斬り驍宗に背いたことを恨んでいるが、天意の器に過ぎない自分は阿選に王気があることを認めないわけにはいかない、と告げる。冢宰の張運は泰麒の言葉を疑うものの、かつての冬官長で現在の太師・琅燦は、阿選が泰麒に斬りかかっても使令が見逃すようであれば王だろうと提案し、阿選は泰麒に斬撃を見舞う。西王母に使令を預けていた泰麒は身を守る術が無く、深手を負って頽れる。帰還を許すと言い残して阿選は去り、駆けつけた黄医（麒麟専属の医師）の文遠が、泰麒を手当てすると共に宮中の現状を泰麒と項梁に語る。泰麒の令尹（側近）・正頼は、国帑（国の資産）を隠匿した罪で拘束され、酷い拷問を受けているという。
阿選軍の元幕僚・恵棟に案内された黄袍館という建物が泰麒の正式な座所になり、生活は不自由なくなったが、張運は瑞州侯の権限を泰麒に渡さず、恵棟を間に挟んでの押し問答が続く。州宰の士遜や州六官長は張運の腹心で、浅薄な言葉を並べるばかりで泰麒の命に従おうとしない。恵棟もまた、泰麒の補佐を命じられはしたが正式な地位がなく、何の権限もないまま泰麒と張運の板挟みになり苦悩する。対する張運たち高官も、王に選ばれた阿選が相変わらず何もしようとせず、前例が無いため為すべきことが判らず、困惑するしかない。泰麒は、阿選が登極するためには、二王が立つ現状を正常化するため驍宗に禅譲させる必要があると語る。混乱する高官に対して琅燦は、王が玉座にいない現状は天の望む事態では無いが、失道には当たらないので驍宗から天命を取り上げることはできない、故に天は驍宗を禅譲させることが可能な阿選に次王を確約して取引を持ちかけているのではないか、と推測を述べる。
事態が進展しない中、黄袍館は倦怠感に包まれていた。いつしか平仲は役目を変えられて六寝へ移り、文遠や医官の徳裕も姿を見せなくなった。項梁ですら疲労のためか泰麒の言動に振り回されているためか、また館に住み着いた鳩の不快な鳴き声のためか、平常心を保てないことを自覚していた。そんな折、高官の間で行き詰まった議論へ泰麒の意見を求めるため、張運が黄袍館を訪れる。泰麒は朝廷から事態を動かす策として、新王・阿選の践祚を公表することを提案する。同時に張運の言葉尻を巧みに捉えて言い逃れを封じ、士遜を罷免し恵棟を州宰に任命することで人事権を取り戻す。泰麒から、少なくとも項梁から敵視されていることを感じていた恵棟は、光栄に思いつつも控えめに、瑞州の人事を整えていく。閑職に追いやられていた驍宗麾下の文官武官が召し出され、そして州天官長になる嘉磬が雇っていた私兵という少女・耶利が項梁と共に泰麒の大僕（護衛）になる。一見ただの小娘のようだが、立ち居振る舞いから只者では無いことを項梁は見て取る。
一方文州の李斎らは、白幟という巡礼者を装い、建中の案内で土匪に占拠されている函養山へ近付く。土匪の領域である岨康という街で、狼藉沙汰に巻き込まれた李斎らは捕らえられてしまうが、李斎の正体を見抜いた土匪の頭目・朽桟は、6年前の乱の不可解さについて説明を求めてくる。正当な王が立てば鉱山で土匪は成り立たないため、権益を極力確保しながら合法の存在になるため交渉する一環としての暴動だと思い、義理がある土匪の党派に協力したものの、時に民や土匪とも戦わされる奇妙な指示に振り回され、早期に距離を取った朽桟らは生き残ったが多くの党派が壊滅したのだという。朽桟は李斎が函養山周辺を捜索することを許し、6年前の様子を知る坑夫を紹介する。坑夫達は、「赭甲」と呼ばれる赤黒い鎧の兵士は背中に目が付いているのかと思うほどの凄腕であること、王が消えた頃の函養山は神経質なほど人払いされていたこと、しかし操業が再開した時には誰かが穴を掘った形跡や火を使った形跡があったことを語る。
無断で密かに石塊を掘っていた荒民が驍宗を保護したのではないか、そう李斎から推測を聞いて喜溢が連れてきた荒民は、岨康・琳宇の東で大きな荷を載せた車を曳く集団が警戒した様子で南東へ向かうのを見たと語る。その近辺の里を巡った李斎らは、銀川という里が一見質素だが内実は裕福な様子であることを見て取るが、何を隠しているとしてもごまかし方が稚拙すぎ、驍宗を匿っているとは思えなかった。引き返す途中で出会った琳宇の神農・習行は、6年前に運ばれた荷について知っていた。函養山で驕王が育てさせていた一対の琅玕（最高級品の玉）で「篁蔭」と呼ばれたものが、出荷直前の落盤で埋まっていたのを掘り当てた荒民がいたらしく、密かに至宝を奪い合う凄惨な出来事の末、現在は銀川ともう一つの里が妙に余裕を持っているのだという。本当に篁蔭だったかは判らないが、落盤で取り残された玉が稀に見つかることは函養山の坑夫も語っており、充分考えられることだった。これ以後、習行の徒弟の余沢と、護衛に扮していた瑞州師右軍の旅帥（500人を率いる指揮官）・静之が、驍宗捜索の仲間に加わる。
荒民が掘った非合法な石塊の売却先として、豪商・赴葆葉の噂が耳に入り、李斎は州都・白琅の郊外にある牙門観という邸へ向かう。葆葉は無鑑札の石を買い取っていることは認めたが、売り手を詮索はしていないと言って、早々に李斎らを追い出す。建物が外部からの攻撃に備えた構造になっていること、金属の精錬など違法行為を行っている気配があることなど、相当に後ろ暗い面が感じられたが、驍宗の手がかりは得られなかった。また牙門観を訪ねて以来、李斎らを監視する男達が見え隠れするようになった。葆葉が何を警戒しているのか見定めるため、李斎は敢えて気付かないふりをする。
日増しに寒さが厳しくなる中、習行が気になる村の話を伝えに来る。山深くにあり行き来が難しいため土匪の略奪からも戦乱からも縁遠かった老安という里は、規模に比して妙に傷薬の需要が多かったが、最近になって突然傷薬の需要が減り、代わりに武器の調達を依頼されたという。老安へも同行したことがある静之が習行と共に武器を届けに行った後、喜溢が「新王・阿選の践祚」という噂があることを告げる。驍宗が人知れず身罷ったのではないかと驚愕した李斎は事実を確かめようとし、喜溢が鴻基の事情に詳しいという石林観を紹介する。白幟を在家信者として保護しているという石林観の末寺を訪れると、梳道という道士から「泰麒が阿選を新王に指名した」という噂は確かに存在すること、驍宗が崩じたという噂はないことを聞かされる。恨みのある相手でも天命が下れば泰麒に否やはないのでは、と梳道は言いながらも、すべては噂に過ぎないと宥めるように告げる。狼狽しながら戻った李斎らは、戻ってきた静之から、老安は重傷を負った白髪紅眼の武将を匿っていたが、秋の終わりに亡くなっていたと聞かされる。それは泰麒が姿を消した時期とも近いことから、驍宗である疑惑を否定できず、李斎も老安を訊ねる。武将の世話をしていた回生という少年に間に合わなかったことを責められ、しかし遺品に見覚えはなく、かといって別人と言い切ることもできない李斎は、去思・酆都・静之に、そして自分に、もし阿選が王だとしても憎み続けるのか、と問う。
三巻
泰麒はひとり六寝に忍び込んで阿選と対面し、民を救うため采配を振るよう要請する。阿選は泰麒の大胆な行動を面白がるが、民のために行動することは拒否する。張運は泰麒が自分を無視して阿選と接触したことに激昂し、泰麒の活動を妨害するため士遜を内宰として送り込む。しかし士遜の愚行は泰麒の評判を落とすことに繋がらず、泰麒が率いる瑞州府の権威が増すにつれ次第に張運の権威は失われていく。
建中を通じて石林観の主座・沐雨に招かれた李斎らは、石林観に保護されていた回生から、老安で没した武将は驍宗ではなく文州師将軍・基寮だったと告げられる。また沐雨は、朱旌（旅芸人）を介して鴻基の高官と推測される玄管という人物から国府の状況を伝えられており、「新王阿選」は何者かの欺瞞であると玄管が告げてきたことを李斎に語る。そして建中は、自分も白幟であること、白幟とは轍囲の生き残りが函養山周辺で驍宗の足跡を探すため巡礼者を装ったものであることを明かす。
沐雨から李斎らへの協力を要請された浮丘院の監院・如翰は、驍宗が襲撃されたまさにその時函養山にいた浮民の女を李斎に紹介する。女は、生き物が入っているらしき小屋ほどもある箱を兵士が坑道に運び込んでいたこと、大規模な落盤が起きた直後に赤黒い鎧の兵士たちが山を逃げ下ったこと、彼女を含む目撃者を捕らえて暴行・殺害した兵士の長は阿選軍の卒長（100人を率いる下士官）・烏衡であることを語る。帰る女を尾行しようとした牙門観の監視者を李斎は捕らえ、彼らが阿選に対する反民であることを見て取ると自らの素性を明かす。監視者こと元文州師の兵卒・詳悉と荒民の端直は、王師四軍が離散したことで慢性的な兵力不足に陥った阿選が、密かに荒民を捕らえて兵士の数合わせにしていることを語る。彼らを通じて再び李斎と面会した葆葉は、李斎のような武将が決起する時に備えて武器・騎獣・兵糧を備蓄していることを告げ、牙門観を自由に利用するよう申し出る。また、葆葉の協力者である文州冬官長の敦厚が、病んだ州侯や官吏の言動、決起に向け籠絡している兵力について李斎に告げる。文州城を攻略できれば阿選に対抗するだけの足掛かりが作れると、李斎は一歩を踏み出せたことを実感する。葆葉に保護されていた禁軍中軍卒長の夕麗が李斎らとの連絡役になる。しかし葆葉も敦厚も、驍宗の行方については何の情報もなかった。
平仲や徳裕に続き浹和も病み姿を消したことで、泰麒は再度六寝へ侵入することを考える。項梁とともに泰麒の相談を受けた耶利は、「病む」とは鳩に似た妖魔・次蟾によって魂魄を抜かれることが原因だと語り、医官の潤達は病んでいることも阿選に与していることもあり得ないとして仲間に引き入れる。妖魔の生態に詳しすぎることを訝しむ項梁に、耶利は自分が黄朱（黄海で生まれ育った朱民）であることを明かし、驍宗や臥信などが統治や軍事に黄朱の知恵を借りていたこと、逆に黄朱に対し知見を広げるための支援をし、幾人かは官吏として登用していたこと、琅燦はそのうちの一人であることを語る。項梁と耶利を連れて六寝に侵入した泰麒は、牢獄の見張りを排除し、捕らえられていた正頼を救出する。拷問を受け続けて弱った正頼は逃亡を拒み牢に残るが、英章の行方と国帑の在処を明かし、情報を託された項梁は宮城を出奔して英章の下へ向かう。
正頼への拷問が単なる虐待に成り果てていたことを驍宗の麾下に目撃されたことで逆上した阿選は、黄袍館を訪れ泰麒を問い詰め、泰麒が退かないとみるや自分への誓約を要求する。天意を試さんとする阿選を潤達も恵棟も制止するが、泰麒は阿選に向かって叩頭する。かつて延王を相手に叩頭できないことを身を以って知っていた泰麒は、抵抗を意思の力でねじ伏せ、血涙を流しながらも叩頭してのける。却って敗北感を覚えることになった阿選に琅燦は、泰麒の叩頭は意思の力でどうにかなることではない、天が許容したのだと語る。
東の琳宇、西の白琅、いずれにも驍宗の足跡が無いことで、李斎らは改めて周囲の道を検討し、建中と喜溢が函養山の北に石林観の修行道があることを思い出す。梳道の案内で調査した道は、あまりの険しさで怪我人が通れるとは思えなかったが、道を補修した形跡や墓らしき塚の存在から、兵卒がこの道を通ったことが強く推測された。修行道を抜けて辿り着いた宗教都市・高卓で、偶然顔見知りの旅帥と出会ったことで、李斎は高卓に潜伏していた瑞州師左将軍の霜元と再会する。霜元も高卓を起点に驍宗を捜索して何の足跡も得られていないことを語るが、どこにも足跡がないことから逆に李斎は驍宗の居場所に思い至る――驍宗は函養山を動いていない、落盤で山の中に閉じ込められてしまったのだ、と。それを聞いた静之も、如翰に紹介された女の証言に思い至る。「断末魔の叫びが山の形を変える」とされる妖魔・貍力を阿選が捕らえて運び込んだのなら、意図的に落盤を起こすことが可能である、と。高卓戒壇や石林観が土匪支配下の街・西崔とかつての宗教都市・龍渓の道観復興という名目を作り、朽桟が西崔や周辺の土地を提供して人員が潜伏できるようにし、函養山を探索して驍宗を救出するため人が集まり始める。霜元の麾下、反旗を翻した承州師や委州師、牙門観勢が全員揃えば1軍相当の人数になり、敦厚が籠絡した文州師と連携して文州城を攻略することが可能になると、李斎らは期待に胸を膨らませる。
突然阿選が玉座に戻り践祚を宣言し、朝廷を指揮し始める。国府の風向きが変わったことに張運は追随できず孤立していく一方、泰麒は項梁に変わってやってきた元禁軍左将軍・巌趙を大僕に任じ、瑞州の陣容を更に厚くする。驍宗を手の内に収めるため函養山を掘削するよう禁軍右将軍・友尚に命じた阿選は、案内として烏衡を付け、土匪を掘削に協力させた上で驍宗確保後には口封じするよう命じ、非道の下命に友尚は驚愕する。そして友尚が派遣されたことで、阿選が驍宗を虜囚にし戴を苦難に陥れたことが明白になり、阿選の麾下として国を救うために働きたかった恵棟がついに阿選からの離反を口にする。泰麒は辞職を申し出た恵棟に真実を語り、驍宗を救うために慰留する。
四巻
泰麒の妨害に失敗し続けた士遜が思い余って国官に直接泰麒を襲撃させて撃退され、逮捕された士遜の自白から黒幕として張運も拘束される。冢宰補の案作は粛々と冢宰代行を務めながら、裏で阿選に接近していく。1師（2,500兵）を率いて文州へ向かった友尚を支援させるため、病んだ文州侯を挿げ替えることになり、泰麒は高官に根回しをして恵棟を推薦させ密かに李斎を支援させようとするが、案作はこの提案に乗った上で恵棟を泰麒から引き離すよう阿選に吹き込む。新州侯として文州へ向かう恵棟に、次蟾避けの呪符を手放さないよう耶利が忠告するが、その呪符の効力は阿選によって失わされていた。
潜伏していた兵卒が次第に集まって、西崔は俄に活気づく。道観復興のための職人、商人、荒民なども寄りつくようになり、驍宗を救おうとする者は識別のために酆都が発案した「薄墨で一本線を引いた白幟」を掲げることにし、いつしか「墨幟」と呼ばれるようになる。そんな時、函養山を目指す友尚軍と朽桟ら土匪が衝突する。朽桟は女子供が逃げる時間を稼ぐために地の利を活かして対抗する。友尚も最終的に土匪を口封じする命令に気が進まないため、積極的な攻勢を控えて慎重な戦いに徹する。膠着した戦線に嫌気が差した烏衡は赭甲を率いて無断で出撃し、廃村に隠れていた女子供を見付けて虐殺を始めるが、襤褸を纏った異様な風体の男の反撃で赭甲は全滅する。烏衡は一人逃げながら、賓満憑きを容易く倒すその男の太刀筋を、7年前にすぐ傍で見たことがあると思い出す。
李斎が朽桟と協力体制を作った経緯を知らない霜元らは、土匪を救援することに拒否感を露わにするが、李斎らの必死の説得に応じて出撃する。承州に潜伏していた李斎軍の師帥・泓宏が折良く到着し挟み撃ちになったこともあり、想定外の大勢力に包囲された友尚軍は壊滅し大半が捕虜になる。そして襤褸を纏った男も拘束されるが、李斎・霜元はその男が持っていた剣が驍宗の剣・寒玉であることに気付く。7年ぶりに驍宗と再会し、李斎も霜元も麾下達も泣き崩れる。驍宗は函養山の縦坑の底に閉じ込められた後、地下水脈に時折流れてくる供物で食いつなぎ、暗闇の中で自力脱出のための努力を続け、裂け目で遭遇した騶虞をかつて黄海で学んだ騎獣狩りの術を用いて捕らえ、脱出してきたのだった。驍宗が戻ったことで諸国に支援を求めることが可能になり、李斎らは勝利を確信する。李斎を筆頭とする少数の護衛と共に驍宗は雁国を目指し、途中で江州の東架を通るため去思・酆都も同行する。
捕虜になった友尚は、李斎が自らの存在が露見する危険を冒しながらも土匪との義理を果たしたことを聞き、土匪を掘削に協力させた上で口封じする命令を受けた自分との違いに嘆息して、捕虜全員で阿選を見捨て墨幟に下ることを決断する。友尚から宮城の現状を聞いた霜元は、正頼に接触し出奔した項梁が、臥信が持つ国帑の在処を聞き出して英章の下へ向かったと思い至る。驍宗麾下で最大の兵力を維持している筈の英章が国帑を手に入れ、臥信軍とともに墨幟へ加われば、墨幟、戒壇勢、牙門観勢、承州師、委州師に敦厚が籠絡している文州師と合わせて4軍相当で、阿選と正面から対決可能なところまで到達することに気付き、霜元ですら呆然とする。
ところが、鴻基から空行師が出撃したとの知らせが玄管から届けられたことで、事態は一変する。烏衡が鴻基に戻って驍宗の存在を阿選に報告し、途中の里で驍宗を見た者の通報によって進路が割れたのだった。霜元は急遽援軍を送ったが既に遅く、驍宗は捕らえられ護衛は李斎と泓宏を除き全滅する。酆都も殺害され、去思は驍宗の手で逃がされたが行方不明になる。驍宗は厚い兵力に取り囲まれて護送され、取り戻そうと攻撃した墨幟は反撃で壊滅する。新しい文州侯は泰麒の信認が篤いと聞いた敦厚は、文州侯が味方になるのではないかと望みを繋いだが、白琅に到着した恵棟は既に病んでおり、前の文州侯と同じ虚ろな目で反民の掃討を命じる。
鴻基でも嘉磬を始めとする泰麒が任じた高官が罪を捏造されて処刑され、巌趙・耶利・潤達を残して泰麒が作り上げた勢力は瓦解する。正式に冢宰になった案作が阿選に入れ知恵し、8年前に驍宗が登極したこと自体が阿選からの簒奪であったとの虚辞を公表する。そして激昂した民を手勢が煽動して刑場で投石させ、民の手で驍宗を殺害させることを目論む。玄管から処刑の予定を知らされた李斎・霜元らは、最早驍宗を救うことはできないが、せめて汚辱に塗れた処刑ではなく戦死させたいと、少人数で民に紛れて刑場に行くことを決める。泰麒も驍宗を救うことはできないと認め、せめて刑場に駆けつけて驍宗の下で跪拝し、驍宗と共に討たれることを決意する。
運命の日、鴻基は余州から集めた大量の兵で厳重に警備され、興奮した民が宮殿に招き入れられる。民とその中に紛れた李斎らの前で、そして惨劇の場だというのに同席を強要された泰麒が正殿から見つめる前で、驍宗が引き出されて刑台に拘束される。辛抱ならず飛び出そうとする者を李斎らが抑えているその時、正殿で泰麒が護衛の兵卒から剣を奪って殺害する。「麒麟が人を殺す」というあり得ない事態に護衛全員が茫然自失する中、耶利だけが動いて兵卒を切り捨て、泰麒を刑台まで導く。正殿で混乱が起こったことを見て取った李斎らも動き、刑台の周辺で乱戦になる。泰麒は耶利と李斎に守られながら自ら兵卒を切り開き、驍宗の下へ辿り着く。拘束を解かれた驍宗が泰麒と対面した時、泰麒は獣形に転変する――7年前に阿選に斬られ、蓬莱で病んだため癒えることがなかった角が、いつしか癒えていたことを味方にも隠していたのだった。
麒麟が現れたことで民にも驍宗こそ王であることが明らかになり、一方で阿選に逆らう者が出たことでこの場にいる全員が虐殺されると民が恐慌に陥る。激しい混乱の中で驍宗・泰麒と共に脱出を試みる李斎・霜元らは、駆けつけるかつての麾下達を吸収しながら午門に到ると、そこで門を攻めていた英章軍・臥信軍と合流する。項梁から泰麒と李斎の状況を伝えられた英章らは、文州での合流が間に合わず驍宗が奪われたと知ると、阿選が鴻基に兵を集めたためがら空きになった江州城を陥落させていた。また、驍宗によって逃がされた去思は臥信に保護されており、去思からの情報で既に雁国から特使――延王・延麒本人を招いていた。江州城に辿り着いた驍宗は即座に延王へ支援を要請し、延王は諸国の全面支援を約束する。穢瘁に塗れた泰麒も蓬山で再び西王母に清められ、預けていた使令を返還される。戴はあるべき姿に戻り始めようとしていた。
江州城には墨幟の仲間の他、潜伏していた驍宗の麾下、阿選に反した将軍、巌趙に救出された正頼などが続々と集まり、李斎は慶国へ赴く際に別れた友人・花影と再会する。だが同時に、これまでの戦いで失われた多くの仲間のことが思い出された。去思は目の前で酆都が死んだという心の傷を抱え、同時に目に見えないところで姿を消した静之・朽桟・余沢・梳道・夕麗といった仲間に対して傷付くことすらできない思いを抱える。項梁は軍人としてずっとこのような経験をしてきたのだと知った去思に、瑞雲観の法統を守るのが去思の戦いだと項梁は語り、自分も東架に残してきた家族のために生き残ると約束する。

### 「オリジナル短編集」（タイトル未発表）
幽冥の岸

### 文庫未収録
漂舶
延王と延麒の出奔癖に頭を抱えていた帷湍、朱衡、成笙は、人事異動の際に尚隆から脅し取る形で得た地位を利用して王と宰輔の生活の締め付けを始めた。騎獣も徹底的に管理され、六太の「失道しそう」という言葉にも耳を貸さない。厳しさに耐えかねた尚隆と六太は珍しく結託して王宮を脱走する。令艮門へ行った六太は門番から、自分から更夜への伝言に自分が命じていない文言が加えられていることを知る。その文言が示す場所へ行くと、尚隆が冢墓と酒を酌み交わしていた。
※2022年8月25日『「十二国記」30周年記念ガイドブック』（新潮社）巻末に“幻の短編”「漂舶 十二国記外伝」を特別収録。

## 登場人物
シリーズ共通の主人公は存在しないが、各作品の登場人物は時代を超えてリンクし合っている。太字が主人公。
- 『魔性の子』：広瀬（日本の高校教師）、高里要（日本の高校生、実は戴国の麒麟）
- 『月の影 影の海』：中嶋陽子[2]（日本の高校生、のち慶国の王）、景麒（慶国の麒麟）、楽俊（巧国の民）、延王 尚隆（雁国の王）、延麒 六太（雁国の麒麟）
- 『風の海 迷宮の岸』：泰麒[2]（戴国の麒麟）、李斎（戴国の将軍）、驍宗（戴国の将軍）、廉麟（漣国の麒麟）、景麒、尚隆、六太
- 『東の海神 西の滄海』：小松三郎尚隆[2]（戦国時代の武士、のち雁国の王）、六太
- 『風の万里 黎明の空』：景王 陽子、祥瓊（芳国の元公主）、大木鈴（才国の海客）、景麒、尚隆、六太、楽俊（雁国の学生）、供王 珠晶（恭国の王）、月渓（芳国の州侯）、采王 黄姑（才国の王）、虎嘯（慶国の侠客）、桓魋（慶国の侠客）
- 『図南の翼』：珠晶（恭国の民、のち恭国の王）、頑丘（黄朱の民）、利広（旅人、実は奏国の太子）
- 『黄昏の岸 暁の天』：李斎、景王 陽子、景麒、桓魋（慶国の将軍）、虎嘯（慶国の武官）、祥瓊（慶国の下官）、大木鈴（慶国の下官）、泰王 驍宗、泰麒 蒿里、阿選（戴国の将軍）、尚隆、六太、廉麟
- 『華胥の幽夢』
  - 『冬栄』：泰麒 蒿里、泰王 驍宗、正頼（戴国の高官）、阿選、廉王 鴨世卓（漣国の王）、廉麟
  - 『乗月』：月渓、桓魋
  - 『書簡』：景王 陽子、楽俊
  - 『華胥』：朱夏（才国の高官）、慎思（才国の高官、実は黄姑）
  - 『帰山』：利広、風漢（旅人、実は尚隆）
- 『漂舶』：延王 尚隆、延麒 六太
- 『丕緒の鳥』
  - 『丕緒の鳥』：丕緒（慶国の文官）、景王 陽子
  - 『落照の獄』：瑛庚（柳国の文官）
  - 『青条の蘭』：標仲（雁国の文官）
  - 『風信』：蓮花（慶国の荒民）
- 『白銀の墟 玄の月』：泰麒 蒿里、李斎、項梁（戴国の武官）、去思（戴国の道士）、阿選、泰王 驍宗、正頼、尚隆、六太

## 世界観

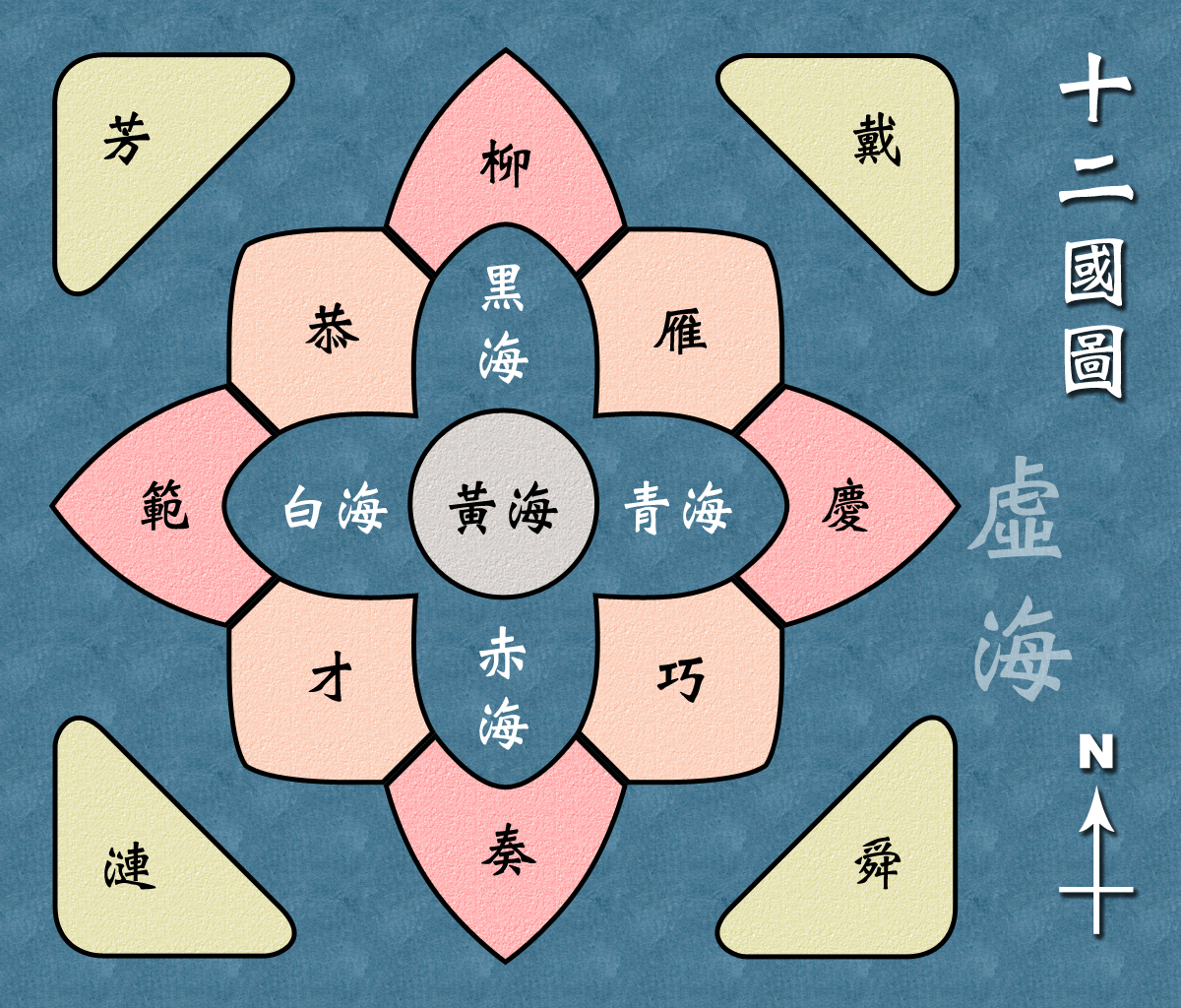
十二国世界略地図

不老の神仙が存在し、妖魔の跋扈する世界。十二の国があり、政治組織は古代中国周礼に類似しているが、国政は封建制だが命令権の強い王制のもと統治が行なわれている。しかし世襲制ではなく、神獣の麒麟が天意に従って選んだ王により統治されており、麒麟が王を補佐する。麒麟は慈悲深く、血や死の穢れを嫌い、穢れによって病む。王の資質のある人間が選ばれると言われているが、それぞれの王によって国の繁栄の度合いは異なる。王は諸侯を封じ、政治を行う。王や一部の高位の官は神仙として不老を与えられ（特殊な武器で殺すことは可能）、王は死ぬまで統治をおこなう。王の治世は、数年で終わる場合もあれば、数百年にも及ぶこともある。
政治には天が定めたとされる絶対のルールがあり、王がそれを破り道を誤ると麒麟が病み、そのまま改めなければ麒麟は死ぬ。王を王たらしめた麒麟が死ぬと、王も死ぬ。または、麒麟が死ぬ前に、王が天に願って禅譲する（死を選ぶ）こともできる。反乱によって討たれることもある。王が死ぬと麒麟が新たな王を選ぶ。麒麟が死ぬと世界の中心にある山に麒麟の実がなり、新たな麒麟が生まれ王を選ぶシステムとなっている。王は必ずその国の人間である。王の在位中は妖魔の活動は抑えられ気候も安定するが、王がいなければ国は乱れる。このようなルール・システムは天帝が定めたと言われるが、天帝に会った者はいない（雁国主従（尚隆と六太）と主従に敵対し敗北した斡由のように、天帝の実在に疑問を呈する者もいる）。
生き物は特別な木から生まれるため、女性は出産せず、現実の男女観・ジェンダーとは異なっている。性欲やセックス自体はこの世界にもある。同国人同士でなければ子供を授かることはできず、子育てとは天に徳を示す行為と考えられている。子どもは親から生まれるわけではないので、外見が似ることもない。半分人間半分獣である半獣と呼ばれる人々がおり、国によっては差別を受けている。異なる世界（現実世界）から流されてきた人々は海客・山客と呼ばれ、こちらも国によっては差別される。異世界であるため、独特のオリジナルの言葉が多く用いられている。
世界の中心の島があり、この島は十二国に含まれない。島の中心の山は女神・西王母の領域で、麒麟のなる木があり、碧霞玄君が治め、配下である女仙たちが幼い麒麟に仕える。この山を囲むように黄海という荒れ地がある。島と海を隔て、花弁のような形の環状の大陸があり、ここに八つの国がある。国境は天によって定められている。さらにこの大陸を虚海という海が囲み、四方に四つの島国がある。現実世界は虚海の果て・世界の影にあるとされており、「蝕」と呼ばれる現象によって繋がっている。

## 既刊一覧

### 講談社X文庫版
- 小野不由美（著） /  山田章博（イラスト） 『十二国記』 講談社〈講談社X文庫〉、全11巻
  1. 「月の影 影の海（上）」1992年6月20日第1刷発行（6月11日発売[13]）、ISBN 4-06-255071-7
  2. 「月の影 影の海（下）」1992年7月20日第1刷発行（7月9日発売[14]）、ISBN 4-06-255072-5
  3. 「風の海 迷宮の岸（上）」1993年3月11日発売[15]、ISBN 4-06-255114-4
  4. 「風の海 迷宮の岸（下）」1993年4月12日発売[16]、ISBN 4-06-255120-9
  5. 「東の海神 西の滄海」1994年6月5日第1刷発行（5月26日発売[17]）、ISBN 4-06-255168-3
  6. 「風の万里 黎明の空（上）」1994年7月18日発売[18]、ISBN 4-06-255175-6
  7. 「風の万里 黎明の空（下）」1994年8月29日発売[19]、ISBN 4-06-255178-0
  8. 「図南の翼」1996年2月5日第1刷発行（2月2日発売[20]）、ISBN 4-06-255229-9
  9. 「黄昏の岸 暁の天（上）」2001年5月15日第1刷発行（同日発売[21]）、ISBN 4-06-255546-8
  10. 「黄昏の岸 暁の天（下）」2001年5月15日第1刷発行（同日発売[22]）、ISBN 4-06-255550-6
  11. 「華胥の幽夢」2001年9月5日第1刷発行（同日発売[23]）、ISBN 4-06-255573-5

### 講談社文庫版
- 小野不由美 『十二国記』 講談社〈講談社文庫〉、全9巻
  1. 「月の影 影の海（上）」2000年1月14日発売[24]、ISBN 4-06-264773-7
  2. 「月の影 影の海（下）」2000年1月14日発売[25]、ISBN 4-06-264774-5
  3. 「風の海 迷宮の岸」2000年4月14日発売[26]、ISBN 4-06-264833-4
  4. 「東の海神 西の滄海」2000年7月14日発売[27]、ISBN 4-06-264834-2
  5. 「風の万里 黎明の空（上）」2000年10月12日発売[28]、ISBN 4-06-264998-5
  6. 「風の万里 黎明の空（下）」2000年10月12日発売[29]、ISBN 4-06-264999-3
  7. 「図南の翼」2001年1月15日第1刷発行（1月17日発売[30]）、ISBN 4-06-273052-9
  8. 「黄昏の岸 暁の天」2001年4月15日第1刷発行（4月13日発売[31]）、ISBN 4-06-273130-4
  9. 「華胥の幽夢」2001年7月13日発売[32]、ISBN 4-06-273204-1

### 新潮文庫版
- 小野不由美 『十二国記』 新潮社〈新潮文庫〉、既刊15巻（2019年11月9日現在）
  1. 「魔性の子」2012年7月1日初版発行（同日発売[33]）、ISBN 978-4-10-124051-0
  2. 「月の影 影の海（上）」2012年7月1日初版発行（同日発売[34]）、ISBN 978-4-10-124052-7
  3. 「月の影 影の海（下）」2012年7月1日初版発行（同日発売[35]）、ISBN 978-4-10-124053-4
  4. 「風の海 迷宮の岸」2012年10月1日初版発行（同日発売[36]）、ISBN 978-4-10-124054-1
  5. 「東の海神 西の滄海」2013年1月1日初版発行（同日発売[37]）、ISBN 978-4-10-124055-8
  6. 「風の万里 黎明の空（上）」2013年4月1日初版発行（同日発売[38]）、ISBN 978-4-10-124056-5
  7. 「風の万里 黎明の空（下）」2013年4月1日初版発行（同日発売[39]）、ISBN 978-4-10-124057-2
  8. 「丕緒の鳥」2013年7月1日初版発行（同日発売[40]）、ISBN 978-4-10-124058-9
  9. 「図南の翼」2013年10月1日初版発行（同日発売[41]）、ISBN 978-4-10-124059-6
  10. 「華胥の幽夢」2014年1月1日初版発行（同日発売[42]）、ISBN 978-4-10-124060-2
  11. 「黄昏の岸 暁の天」2014年4月1日初版発行（同日発売[43]）、ISBN 978-4-10-124061-9
  12. 「白銀の墟 玄の月（第一巻）」2019年10月12日初版発行（同日発売[44]）、ISBN 978-4-10-124062-6
  13. 「白銀の墟 玄の月（第二巻）」2019年10月12日初版発行（同日発売[45]）、ISBN 978-4-10-124063-3
  14. 「白銀の墟 玄の月（第三巻）」2019年11月9日初版発行（同日発売[46]）、ISBN 978-4-10-124064-0
  15. 「白銀の墟 玄の月（第四巻）」2019年11月9日初版発行（同日発売[47]）、ISBN 978-4-10-124065-7

### 外国語翻訳版
- 英訳：Tokyopop
  - The Twelve Kingdoms: Sea of Shadow 2007年、ISBN 978-1-59816-946-1
  - The Twelve Kingdoms: Sea of Wind 2008年、ISBN 978-1-59816-947-8
  - The Twelve Kingdoms: The Vast Spread of the Seas 2009年、ISBN 978-1-59816-948-5
  - The Twelve Kingdoms: Skies of Dawn 2010年、ISBN 978-1-59816-949-2

他に、台湾版と韓国語版がある。

### 画集
- 山田章博（著）『「十二国記」画集〈第一集〉久遠の庭』2014年7月31日発売[49]、ISBN 978-4-10-335931-9
- 山田章博（著）『「十二国記」画集《第二集》青陽の曲』2022年9月15日発売[50]、ISBN 978-4-10-335932-6

### ガイドブック
- 新潮社（編）『「十二国記」30周年記念ガイドブック』2022年8月25日発行（同日発売[51]）、ISBN 978-4-10-354024-3

### ポストカードブック
- 『山田章博『十二国記』ポストカードブック』2006年9月5日第1刷発行（9月2日発売[52]）、ISBN 4-06-255911-0

## メディア･ミックス

### テレビアニメ
NHKBS2の衛星アニメ劇場枠内で、2002年4月9日から2003年8月30日にかけて放送された。原作そのままではなく、アニメオリジナルの部分もある。
当初は全39話とされ、2003年3月に第2シリーズ（第40話以降）の放送が発表されたが、第45話で終了となった。NHKの公式発表では、その理由として原作が未完であるためキャラクターを生き生きと描きづらいことなどが挙げられている。なお、脚色の會川昇が執筆し後に出版されたアニメ脚本集によれば、元々第2シリーズは「東の海神 西の滄海」に続いて「図南の翼」「黄昏の岸 暁の天」の構成で、原作未完の『黄昏の岸 暁の天』に何らかの決着を付けることでアニメ版十二国記の結末とする構想だった。『華胥の幽夢』収録の短編も、「書簡」「乗月」に続いて「冬栄」と「帰山」はアニメ化可能だった。
後に教育テレビや衛星ハイビジョンでも放送された。日本のみならず、韓国、台湾、中国、アメリカなどでも放送されている。
BS2初回の放送期間は以下の通り。
| タイトル          | 話数                            | 放送期間                       | 放送枠       |
| ----------------- | ------------------------------- | ------------------------------ | ------------ |
| 月の影 影の海     | 一章 - 転章 （第1話 - 第14話）  | 2002年4月9日 - 7月16日         | 火曜 18:00枠 |
| 風の海 迷宮の岸   | 一章 - 転章 （第15話 - 第21話） | 2002年9月3日 - 10月15日        | 火曜 18:00枠 |
| 書簡              | （第22話）                      | 2002年10月22日                 | 火曜 18:00枠 |
| 風の万里 黎明の空 | 一章 - 終章 （第23話 - 第39話） | 2002年10月29日 - 2003年3月11日 | 火曜 18:00枠 |
| 乗月              | （第40話）                      | 2003年7月5日                   | 土曜 9:00枠  |
| 東の海神 西の滄海 | 一章 - 転章 （第41話 - 第45話） | 2003年7月26日 - 8月30日        | 土曜 9:00枠  |

2002年7月23日から8月27日、2003年3月18日・25日は再放送、また2003年4月5日 - 6月28日まで「十二国記の世界」と題された全13回の総集編として再編集された特別番組が放送されている。また、同作品は2006年BS夏休みアニメ特選枠内にて一部放送した。2010年10月6日よりキッズステーションにて放送（CSは勿論、NHK以外の放送局で初の放送となる）。また、2012年8月2日からはNHKBSプレミアムにて全45話が再放送されている。
| NHK-BS2 月曜24:00 - 24:50（アニメ再放送枠） | NHK-BS2 月曜24:00 - 24:50（アニメ再放送枠） | NHK-BS2 月曜24:00 - 24:50（アニメ再放送枠） |
| 前番組                                      | 番組名                                      | 次番組                                      |
| ------------------------------------------- | ------------------------------------------- | ------------------------------------------- |
| 懐かし連続ドラマ                            | 十二国記 ※24:25 - 24:50                     | テレビアニメ 精霊の守り人                   |

#### スタッフ
- 原作 - 小野不由美[55]
- キャラクター原案 - 山田章博[55]
- 監督 - 小林常夫[55][注 7]
- キャラクターデザイン - 田中比呂人[55]、楠本祐子[55]
- コンセプトデザイン[注 8] - 森木靖泰[55]、若林厚史[55]（第1話 - 第18話）、宮川治雄[55]（第5話 - 第45話）、清水恵子[55]（第19話・第20話・第24話 - 第45話）
- 美術監督 - 東潤一[55]
- 色彩設計 - 佐藤祐子[55]
- 撮影監督 - 松本敦穂[55]
- 編集 - 森田清次[55]、山岸由佳[55]、高山智江子、他
- 音響監督 - 柏倉ツトム[55]
- 音楽 - 梁邦彦[55]
- アニメーション制作 - ぴえろ[55]
- アニメーションプロデューサー - 本間道幸[55]、押切万耀[55]
- プロデューサー - 末川研[55]
- 共同制作 - NHKエンタープライズ21、総合ビジョン
- 製作 - NHK

#### 主題歌
オープニングテーマ「十二幻夢曲」
作曲・編曲 - 梁邦彦
エンディングテーマ「月迷風影」
作詞 - 北川恵子 / 作曲・編曲 - 吉良知彦 / 歌 - 有坂美香

#### 各話リスト
| 話数       | 放送日        | サブタイトル      | サブタイトル | 脚色     | 絵コンテ            | 演出                  | 作画監督                            |
| ---------- | ------------- | ----------------- | ------------ | -------- | ------------------- | --------------------- | ----------------------------------- |
| 第一話     | 2002年 4月9日 | 月の影 影の海     | 一章         | 會川昇   | 小林常夫            | 小林常夫              | 田中比呂人                          |
| 第二話     | 4月16日       | 月の影 影の海     | 二章         | 會川昇   | 須間雅人            | 中村哲治              | 門上洋子 窪詔之                     |
| 第三話     | 4月23日       | 月の影 影の海     | 三章         | 會川昇   | 佐藤卓哉            | 大八木正勝            | 遠藤裕一                            |
| 第四話     | 4月30日       | 月の影 影の海     | 四章         | 會川昇   | 中村哲治            | 中村哲治              | 清水恵子                            |
| 第五話     | 5月7日        | 月の影 影の海     | 五章         | 會川昇   | 斎藤哲人            | 小原正和              | つばたよしあき 遠藤裕一             |
| 第六話     | 5月21日       | 月の影 影の海     | 六章         | 會川昇   | 吉川浩司            | 吉川浩司              | 村上直紀 山沢実                     |
| 第七話     | 5月28日       | 月の影 影の海     | 七章         | 會川昇   | 佐藤真二            | 佐藤真二              | 窪詔之                              |
| 第八話     | 6月4日        | 月の影 影の海     | 八章         | 會川昇   | 佐藤卓哉            | 大八木正勝            | 大竹紀子 斎藤寛                     |
| 第九話     | 6月11日       | 月の影 影の海     | 九章         | 會川昇   | 斎藤哲人            | 中村賢太朗            | 門上洋子、斎藤寛 山沢実             |
| 第十話     | 6月18日       | 月の影 影の海     | 十章         | 會川昇   | 宮崎なぎさ          | 宮崎なぎさ            | 遠藤裕一                            |
| 第十一話   | 6月25日       | 月の影 影の海     | 十一章       | 會川昇   | 藤森雅也            | 熨斗谷充孝            | 窪詔之                              |
| 第十二話   | 7月2日        | 月の影 影の海     | 十二章       | 會川昇   | 木村哲              | 吉川浩司              | 村上直紀 山沢実                     |
| 第十三話   | 7月9日        | 月の影 影の海     | 終章         | 會川昇   | 須間雅人 田中比呂人 | 中村賢太郎 大八木正勝 | 大竹紀子                            |
| 第十四話   | 7月16日       | 月の影 影の海     | 転章         | 會川昇   | 須間雅人            | 須間雅人              | 門上洋子                            |
| 第十五話   | 9月3日        | 風の海 迷宮の岸   | 一章         | 會川昇   | 佐藤真二            | 佐藤真二              | 遠藤裕一                            |
| 第十六話   | 9月10日       | 風の海 迷宮の岸   | 二章         | 會川昇   | 斎藤哲人            | 中村賢太朗            | 窪詔之                              |
| 第十七話   | 9月17日       | 風の海 迷宮の岸   | 三章         | 會川昇   | 木村哲              | 吉川浩司              | 村上直紀                            |
| 第十八話   | 9月24日       | 風の海 迷宮の岸   | 四章         | 會川昇   | よしざね桜 潮乱太   | 土屋浩幸              | 大竹紀子 齋藤寛                     |
| 第十九話   | 10月1日       | 風の海 迷宮の岸   | 五章         | 會川昇   | 佐藤卓哉            | 矢野篤                | 門上洋子 時矢義則                   |
| 第二十話   | 10月8日       | 風の海 迷宮の岸   | 終章         | 會川昇   | 宮崎なぎさ          | 宮崎なぎさ            | 遠藤裕一                            |
| 第二十一話 | 10月15日      | 風の海 迷宮の岸   | 転章         | 會川昇   | 須間雅人            | 須間雅人              | 田中比呂人                          |
| 第二十二話 | 10月22日      | 書簡              | 書簡         | 會川昇   | 木村哲              | 中村賢太朗            | 窪詔之                              |
| 第二十三話 | 10月29日      | 風の万里 黎明の空 | 一章         | 會川昇   | 佐藤真二 須間雅人   | 熨斗谷充孝            | 門上洋子、時矢義則 芝美奈子、齋藤寛 |
| 第二十四話 | 11月5日       | 風の万里 黎明の空 | 二章         | 會川昇   | よしざね桜          | 杉山慶一              | 堀越久美子 村上直紀                 |
| 第二十五話 | 11月12日      | 風の万里 黎明の空 | 三章         | 會川昇   | 木村哲              | 土屋浩幸              | 遠藤裕一                            |
| 第二十六話 | 11月19日      | 風の万里 黎明の空 | 四章         | 會川昇   | 佐藤真二            | 佐藤真二              | 小林理 津幡佳明                     |
| 第二十七話 | 11月26日      | 風の万里 黎明の空 | 五章         | 會川昇   | 斎藤哲人 秋山勝仁   | 中村賢太朗            | 窪詔之                              |
| 第二十八話 | 12月3日       | 風の万里 黎明の空 | 六章         | 會川昇   | うえだしげる        | うえだしげる          | 遠藤裕一、時矢義則 芝美奈子、小林理 |
| 第二十九話 | 12月10日      | 風の万里 黎明の空 | 七章         | 會川昇   | 高岡淳一            | 武山遊山              | 堀越久美子 村上直紀                 |
| 第三十話   | 12月17日      | 風の万里 黎明の空 | 八章         | 會川昇   | 斎藤哲人 秋山勝仁   | 熨斗谷充孝            | 窪詔之、津幡佳明 齋藤寛             |
| 第三十一話 | 2003年 1月7日 | 風の万里 黎明の空 | 転章         | 會川昇   | 須間雅人            | 今千秋                | 田中比呂人、清水恵子 楠本祐子       |
| 第三十二話 | 1月14日       | 風の万里 黎明の空 | 九章         | 會川昇   | 佐藤卓哉            | 土屋浩幸              | 小林理                              |
| 第三十三話 | 1月21日       | 風の万里 黎明の空 | 十章         | 會川昇   | うえだしげる        | うえだしげる          | 時矢義則 芝美奈子                   |
| 第三十四話 | 1月28日       | 風の万里 黎明の空 | 十一章       | 會川昇   | 佐藤真二            | 佐藤真二              | 遠藤裕一                            |
| 第三十五話 | 2月4日        | 風の万里 黎明の空 | 十二章       | 會川昇   | 森脇真琴 斎藤哲人   | 吉川浩司              | 長谷川高志                          |
| 第三十六話 | 2月18日       | 風の万里 黎明の空 | 十三章       | 會川昇   | 高岡淳一            | 土屋浩幸              | 門上洋子 楠本祐子                   |
| 第三十七話 | 2月25日       | 風の万里 黎明の空 | 十四章       | 會川昇   | 斎藤哲人 高岡淳一   | 中村賢太朗            | 窪詔之                              |
| 第三十八話 | 3月4日        | 風の万里 黎明の空 | 十五章       | 會川昇   | うえだしげる        | うえだしげる          | 小林理 遠藤裕一                     |
| 第三十九話 | 3月11日       | 風の万里 黎明の空 | 終章         | 會川昇   | 須間雅人            | 佐藤真二              | 田中比呂人                          |
| 第四十話   | 7月5日        | 乗月              | 乗月         | 會川昇   | 佐藤真二            | うえだしげる          | 遠藤裕一                            |
| 第四十一話 | 7月26日       | 東の海神 西の滄海 | 一章         | 藤間晴夜 | 山崎浩司 高岡淳一   | 山崎浩司              | 窪詔之                              |
| 第四十二話 | 8月2日        | 東の海神 西の滄海 | 二章         | 藤間晴夜 | 斎藤哲人 佐藤真二   | わたなべじゅんいち    | 村上直紀 内田シンヤ                 |
| 第四十三話 | 8月16日       | 東の海神 西の滄海 | 三章         | 藤間晴夜 | 中村賢太朗          | 中村賢太朗            | 小林理                              |
| 第四十四話 | 8月23日       | 東の海神 西の滄海 | 終章         | 藤間晴夜 | 高岡淳一            | 土屋浩幸              | 津幡佳明 門上洋子                   |
| 第四十五話 | 8月30日       | 東の海神 西の滄海 | 転章         | 藤間晴夜 | 佐藤真二            | 山崎浩司              | 田中比呂人                          |

#### DVD
- 月の影 影の海DVDBOX
  - 月の影 影の海1 （第1話、第2話）
  - 月の影 影の海2 （第3話、第4話）
  - 月の影 影の海3 （第5話 - 第7話）
  - 月の影 影の海4 （第8話 - 第10話）
  - 月の影 影の海5 （第11話 - 第13話）
  - 月の影 影の海総集編 「十二国記の世界 月の影 影の海編」
- 風の海 迷宮の岸DVDBOX
  - 風の海 迷宮の岸1 （第15話 - 第17話）
  - 風の海 迷宮の岸2 （第18話 - 第20話）
  - 東の海神 西の滄海1 （第40話 - 第42話）
  - 東の海神 西の滄海2 （第43話 - 第45話）
  - 転章 （第14話、第21話）
  - 風の海 迷宮の岸総集編 「十二国記の世界 風の海 迷宮の岸編」
- 風の万里 黎明の空DVDBOX
  - 風の万里 黎明の空1 （第22話 - 第24話）
  - 風の万里 黎明の空2 （第25話 - 第27話）
  - 風の万里 黎明の空3 （第28話 - 第30話）
  - 風の万里 黎明の空4 （第31話 - 第33話）
  - 風の万里 黎明の空5 （第34話 - 第36話）
  - 風の万里 黎明の空6 （第37話 - 第39話）
  - 風の万里 黎明の空総集編 「十二国記の世界 風の万里 黎明の空編」

#### Blu-ray
2009年9月26日より順次発売開始されている。特典として、新作ミニドラマCDなどが封入されている。
- 月の影 影の海Blu-ray BOX
- 風の海 迷宮の岸Blu-ray BOX
- 風の万里 黎明の空Blu-ray BOX
- 東の海神 西の滄海Blu-ray BOX（2010年6月23日の発売予定であったが、制作上の都合により2010年9月23日となった）

2015年11月26日発売の廉価版。全4シリーズ、全45話を収録。ディスク枚数: 10枚、ドラマCDなし。
- 十二国記 Blu-ray BOX

#### 関連書籍
アニメKC
- 小野不由美（原作） / 桃川郷（構成・編集） 『十二国記 アニメKC』 講談社〈アニメKC〉、全15巻
  1. 「月の影 影の海 一章 - 三章」2002年8月2日第1刷発行、ISBN 4-06-310156-8
  2. 「月の影 影の海 四章 - 五章」2002年9月5日第1刷発行、ISBN 4-06-310157-6
  3. 「月の影 影の海 六章 - 七章」2002年10月5日第1刷発行、ISBN 4-06-310158-4
  4. 「月の影 影の海 八章 - 九章」2002年11月13日第1刷発行、ISBN 4-06-310159-2
  5. 「月の影 影の海 十章 - 十一章」2002年12月25日第1刷発行、ISBN 4-06-310160-6
  6. 「月の影 影の海 十二章 - 終章」2003年2月5日第1刷発行、ISBN 4-06-310161-4
  7. 「風の海 迷宮の岸 一章 - 二章」2003年5月2日第1刷発行、ISBN 4-06-310162-2
  8. 「風の海 迷宮の岸 三章 - 四章」2003年6月5日第1刷発行、ISBN 4-06-310163-0
  9. 「風の海 迷宮の岸 五章 - 終章」2003年7月11日第1刷発行、ISBN 4-06-310182-7
  10. 「書簡 / 風の万里 黎明の空 一章 - 二章」2003年11月21日第1刷発行、ISBN 4-06-310183-5
  11. 「風の万里 黎明の空 三章 - 五章」2004年1月23日第1刷発行、ISBN 4-06-310184-3
  12. 「風の万里 黎明の空 六章 - 八章」2004年3月17日第1刷発行、ISBN 4-06-310185-1
  13. 「風の万里 黎明の空 転章 - 十章」2004年5月21日第1刷発行、ISBN 4-06-310186-X
  14. 「風の万里 黎明の空 十一章 - 十三章」2004年7月23日第1刷発行、ISBN 4-06-310190-8
  15. 「風の万里 黎明の空 十四章 - 終章」2004年10月13日第1刷発行、ISBN 4-06-310191-6

- 講談社X文庫（編）『十二国記公式アニメガイド』講談社〈KCデラックス〉、2004年10月13日第1刷発行（同日発売）、ISBN 4-06-334923-3

アニメ脚本集
- 小野不由美（原作） / 會川昇（脚色） 『「十二国記」アニメ脚本集』 講談社〈講談社X文庫〉、全5巻
  1. 「月の影 影の海 一章 - 七章」2002年8月5日第1刷発行（8月2日発売）、ISBN 4-06-255625-1
  2. 「月の影 影の海 八章 - 終章」2002年9月5日第1刷発行（同日発売）、ISBN 4-06-255629-4
  3. 「風の海 迷宮の岸 / 書簡」2003年9月5日第1刷発行（同日発売）、ISBN 4-06-255694-4
  4. 「風の万里 黎明の空 一章 - 転章」2004年1月5日第1刷発行（2003年12月24日発売）、ISBN 4-06-255703-7
  5. 「風の万里 黎明の空 九章 - 終章 / 乗月」2004年3月5日第1刷発行（3月3日発売）、ISBN 4-06-255717-7

### CDドラマ
講談社X文庫CDブック『東の海神 西の滄海』講談社、1997年6月12日発売、ISBN 4-06-267801-2
付属ブックレットに書下し小説『漂舶』を収録している。
『魔性の子』ドラマアルバム（1997年6月25日、マーキュリー・ミュージックエンタテインメント）
十二国記夢三章（ビクターエンタテインメント、2003年2月21日）
オープニング、エンディングと「第一章八麒麟」、「第二章姉妹王」、「第三章地に獣」からなり、アニメ版キャストが出演する。

### 音楽CD
- 月迷風影（有坂美香、2002年5月22日、ビクターエンタテインメント）
- 十二幻夢組曲（2002年7月24日、ビクターエンタテインメント）
- 十二幻夢絵巻（2002年10月23日、ビクターエンタテインメント）
- 蓬山遠景 胡弓 Memories（2003年6月21日、ビクターエンタテインメント）
- 夜想月雫 Piano Memories（2003年6月21日、ビクターエンタテインメント）

### ゲーム
PS2版ゲーム2作が発売されている。いずれも制作コナミコンピュータエンタテインメントジャパン、発売元コナミ。
- 「紅蓮の標 黄塵の路」（ぐれんのしるべこうじんのみち）（2003年8月28日発売）
小説「月の影 影の海」に相当する内容のアドベンチャーゲーム。作中の選択肢により「楽俊と出会わない」「雁国に行かない」などパラレルワールド的な物語も存在する。ファミ通 768号の40点満点のクロスレビューでは27点を獲得[63]。
- 「赫々たる王道 紅緑の羽化」（かくかくたるおうどうこうりょくのうか）（2004年6月17日発売）
小説「風の万里 黎明の空」に相当する内容のロールプレイングゲーム。朝議で報告された問題について陽子が現地に赴いて調査する形式で進行する。原作にエピソードや人物が追加されており、前作データの引継ぎの有無によっても変化する。ファミ通 810号の40点満点のクロスレビューでは27点を獲得[64]。

PC版オンラインゲームが1作発売されていた。発売元はアスミック・エース エンタテインメント。
- 「十二国記オンライン」（2003年6月24日発売 2005年2月24日サービス終了）

### 演劇
- 1997年・2000年に女性だけの劇団として知られる「劇団てぃんか〜べる」が『東の海神 西の滄海』を上演している。
- 2009年7月14日、7月15日に劇団ひまわりが福岡で『月の影 影の海』編の舞台化公演を行なった。

### ミュージカル
『十二国記』シリーズの世界初のミュージカル化として、『十二国記 ‐月の影 影の海‐』が、2025年12月の東京・日生劇場を皮切りに、福岡・大阪・愛知の全国4か所で上演予定。
十二国へ連れ去られた中嶋陽子(ヨウコ)と"我々の住む世界"の中嶋陽子を2人の俳優が演じる。
キャスト
- ヨウコ(中嶋陽子) - 柚香光
- 陽子(中嶋陽子) - 加藤梨里香
- 楽俊 - 太田基裕 / 牧島輝 (Wキャスト)
- 蒼猿 - 玉城裕規
- 舒栄 - 原田真絢
- 延王 - 章平
- 景麒 - 相葉裕樹

スタッフ
- 原作 - 小野不由美『月の影 影の海　十二国記』
- 脚本・歌詞 - 元吉庸泰
- 音楽 - 深澤恵梨香
- 演出 - 山田和也
- 製作 - 東宝

日程
東京・日生劇場、2025年12月9日 - 29日
福岡・博多座、2026年1月6日 - 11日
大阪・梅田芸術劇場 メインホール、1月17日 - 20日
愛知・御園座、1月28日 - 2月1日